# Kronach

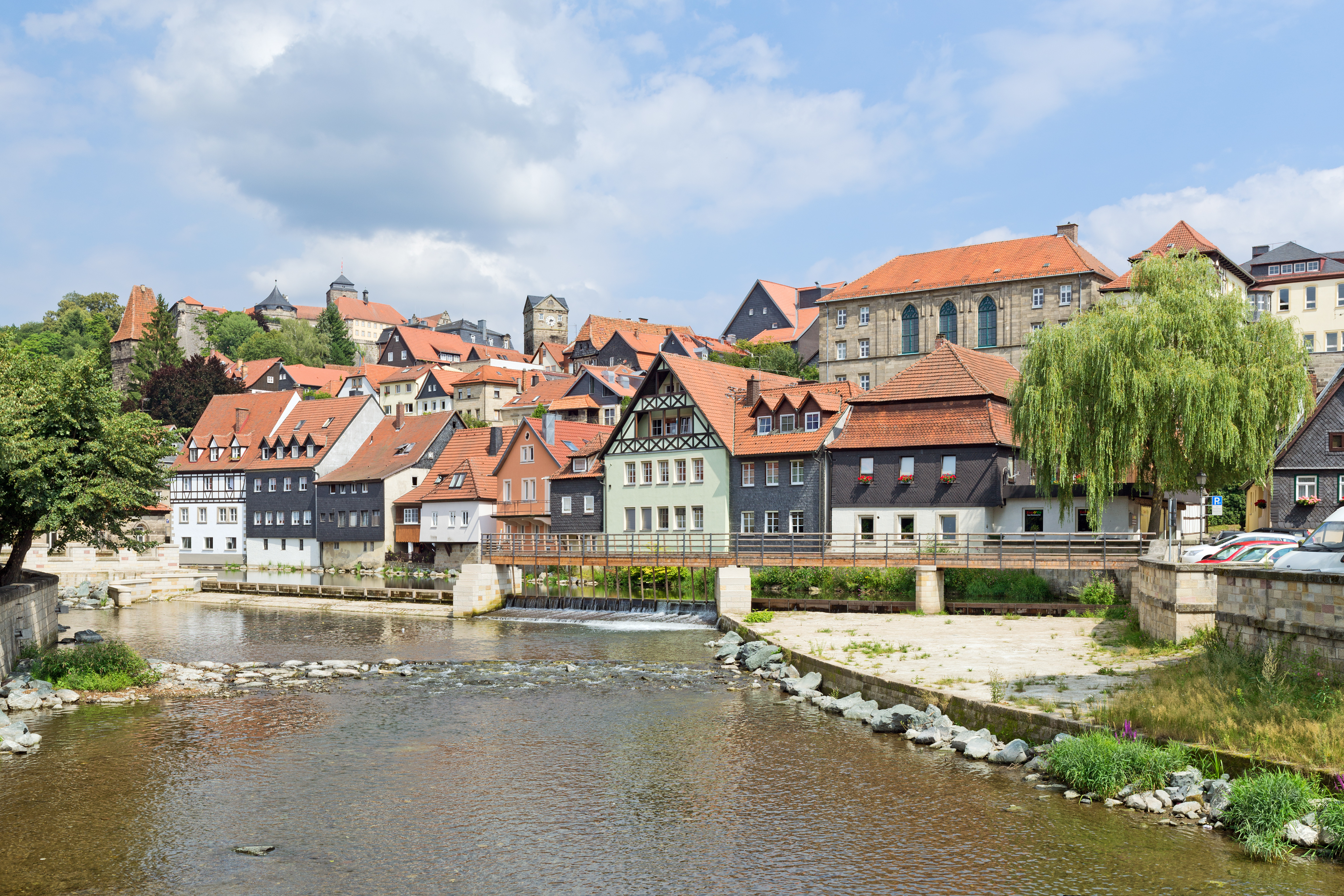
Dreistufiger Stadtaufbau von Kronach an der Haßlach: direkt am Fluss die Gebäude der Vorstadt, darüber die von einer Stadtmauer umschlossene Altstadt und im Hintergrund links die oberhalb von Kronach gelegene Festung Rosenberg

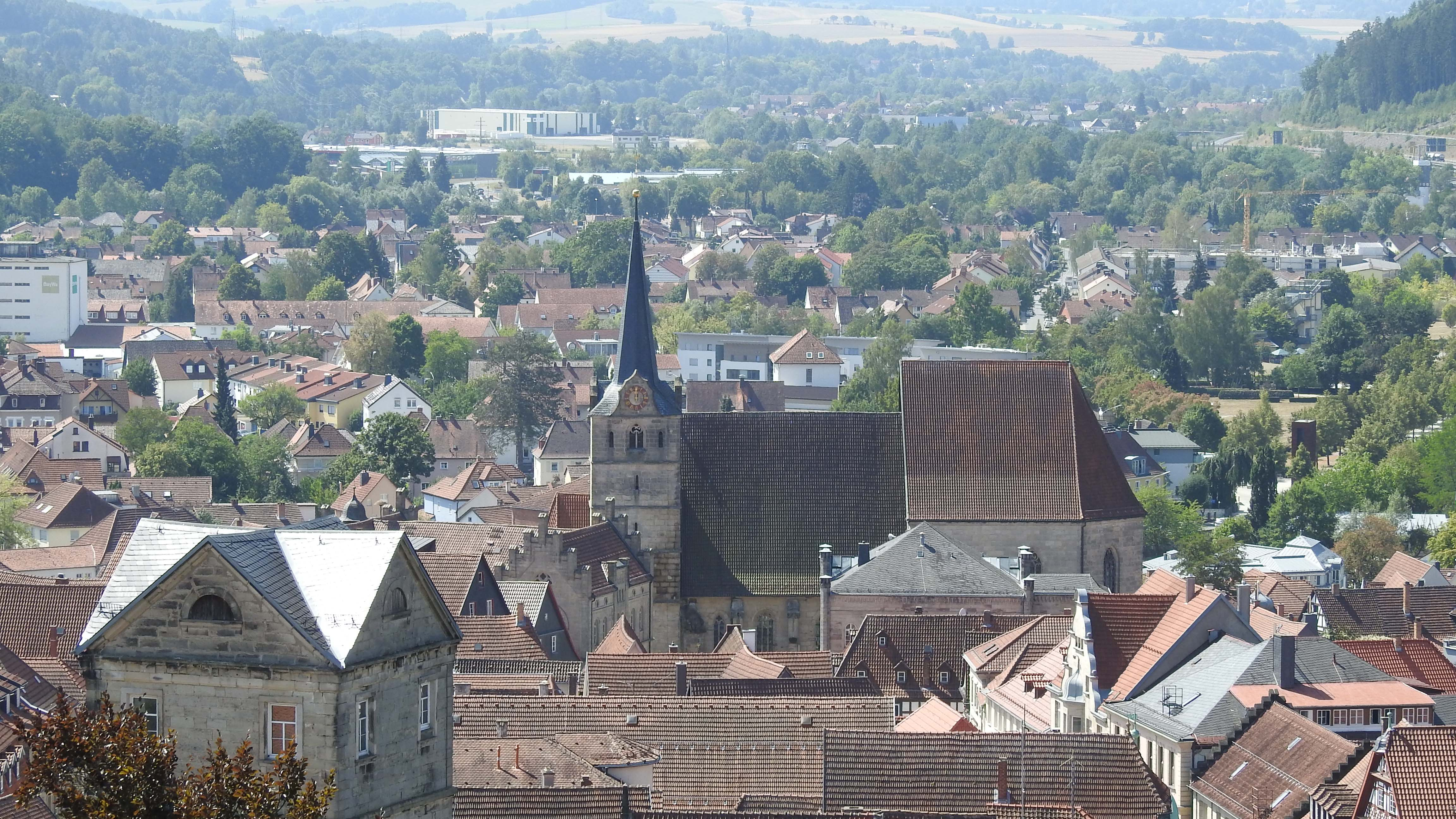
Stadtturm und Stadtpfarrkirche Kronach von der Festung Rosenberg

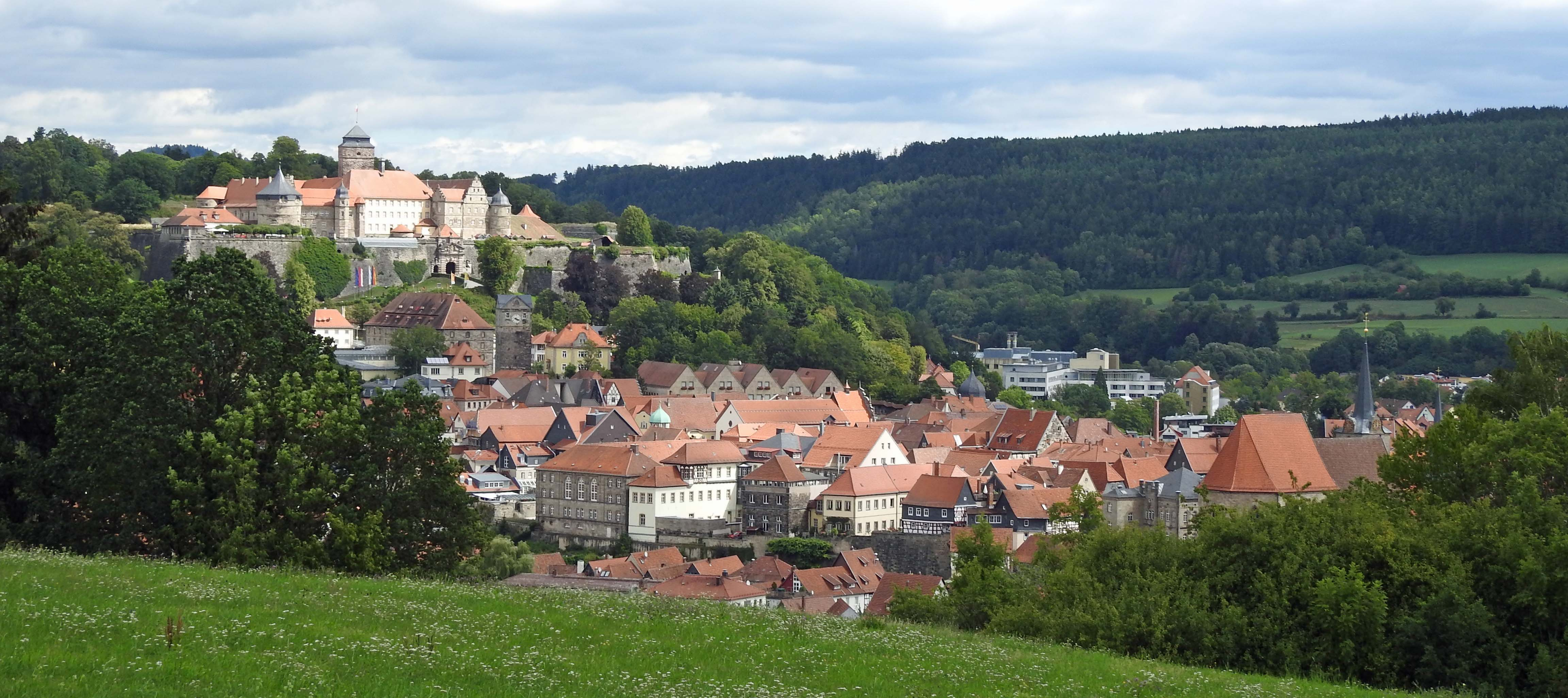
Festung Rosenberg und Altstadt von Westen

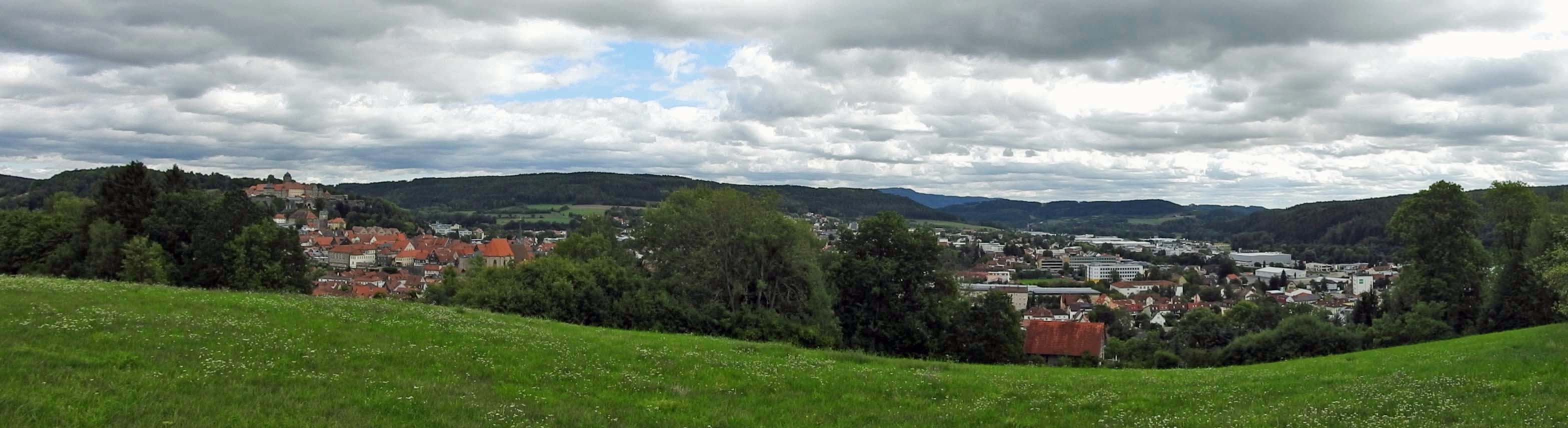
Kronach von Westen

Kronach ([ˈkʁoːnax] ⓘ, oberfränkisch: Gronich; historisch auch Cronach geschrieben) ist die Kreisstadt des oberfränkischen Landkreises Kronach und ein Mittelzentrum in Bayern. Die Stadt liegt am Fuße des Frankenwaldes, wo die Flüsse Haßlach, Kronach und Rodach zusammenfließen. Kronach ist die Geburtsstadt von Lucas Cranach d. Ä. und verfügt mit der Festung Rosenberg über eine der am besten erhaltenen Festungsanlagen Deutschlands. Das Stadtbild wird geprägt von der fast ganz erhaltenen Altstadt mit Sandstein- und Fachwerkhäusern, Stadtmauern, Toren, Türmen und Gewölbekellern. Kronach liegt an der Burgenstraße, an der Bier- und Burgenstraße und an der Bayerischen Porzellanstraße. Mit dem Lucas-Cranach-Campus ist Kronach Hochschulstadt.

## Geografie

### Geografische Lage
Kronach liegt südwestlich des Frankenwaldes. Im Stadtgebiet treffen die drei Flüsse Haßlach, Kronach und Rodach zusammen.
Das Stadtzentrum mit der historischen Altstadt liegt erhöht auf einem Bergsporn und wird auch Obere Stadt genannt. Es wird von der Haßlach im Westen, der Kronach im Südosten und dem Rosenberg im Norden in der Form eines Dreiecks eingeschlossen.

### Gemeindegliederung
Die Gemeinde Kronach hat 67 Gemeindeteile (in Klammern ist der Siedlungstyp angegeben):
- Allern (Weiler)
- Bernsroth (Einöde)
- Biegenmühle (Einöde)
- Bierberg (Einöde)
- Birkach (Einöde)
- Blumau (Dorf)
- Bürg (Weiler)
- Dennach (Weiler)
- Dennig (Dorf)
- Detschramühle (Einöde)
- Dobersgrund (Dorf)
- Dobrach (Weiler)
- Dörfles (Dorf)
- Fischbach (Pfarrdorf)
- Friesen (Pfarrdorf)
- Fröschbrunn (Einöde)
- Gänsmühle (Einöde)
- Gehülz (Pfarrdorf)
- Giessübel (Dorf)
- Glosberg (Pfarrdorf)
- Grundmühle (Einöde)
- Grünlinden (Einöde)
- Gundelsdorf (Dorf)
- Hinterstöcken (Dorf)
- Höfles (Kirchdorf)
- Horlachen (Dorf)
- Judengraben (Dorf)
- Kathragrub (Einöde)
- Kestel (Dorf)
- Kleienmühle (Einöde)
- Knellendorf (Dorf)
- Kronach (Hauptort)
- Krugsberg (Einöde)
- Kuhberg (Einöde)
- Letzenberg (Einöde)
- Letzenhof (Einöde)
- Mostrach (Weiler)
- Neuses (Pfarrdorf)
- Neusesermühle (Einöde)
- Planersgut (Dorf)
- Poppenhof (Einöde)
- Rennesberg (Weiler)
- Rosenberg (Festung)
- Rosenhain (Einöde)
- Rosenhof (Einöde)
- Rotschreuth (Weiler)
- Rottelsdorf (Weiler)
- Ruppen (Dorf)
- Rußmühle (Einöde)
- Seelabach (Dorf)
- Seelach (Dorf)
- Staibra (Dorf)
- Stressenberg (Einöde)
- Stressenleithe (Einöde)
- Stüben (Weiler)
- Tauschendorf (Weiler)
- Trebesgrund (Einöde)
- Unterbreitenloh (Ort)
- Unterbreitenloh (Weiler)
- Vogtendorf (Dorf)
- Vonz (Einöde)
- Vorderstöcken (Weiler)
- Wötzelsdorf (Dorf)
- Wüstbuch (Dorf)
- Ziegelerden (Kirchdorf)
- Zollscheer (Weiler)
- Zollschneidmühle (Einöde)

Außerdem gibt es 16 ehemalige Gemeindeteile, die mittlerweile Teil von anderen Gemeindeteilen sind, und 9 wüst gegangene Gemeindeteile, die sich auf dem heutigen Gemeindegebiet von Kronach befinden:
| Sonstige Wohnplätze: - Brand - Breitenloh - Brunnschrott - Ellmershaus - Entmannsdorf - Geiersgraben - Hammermühle - Judenhof | - Kellerhaus - Neuglosberg - Neumühle - Rauershof - Schafhof - Wachtersmühle - Walkmühle - Zollbrunn | Wüstungen: - Bergmühle - Breitenschrot - Fallmeisterei - Felsmühle - Heinleinshaus | - Hochwart - Kalkhütte - Lindleinsberg - Schießhaus |

### Nachbargemeinden
Beginnend im Norden grenzen im Uhrzeigersinn folgende Gemeinden des Landkreises Kronach an die Stadt Kronach: Wilhelmsthal, Marktrodach, Weißenbrunn, Küps, Mitwitz und Stockheim. Im Südosten grenzt zwischen Marktrodach und Weißenbrunn auch die im Landkreis Kulmbach gelegene Gemeinde Rugendorf an das Stadtgebiet von Kronach.

### Klima
|                       | Jan | Feb | Mär | Apr | Mai | Jun | Jul | Aug | Sep | Okt | Nov | Dez |   |      |
| Mittl. Tagesmax. (°C) | 2   | 4   | 9   | 14  | 19  | 22  | 24  | 23  | 20  | 14  | 7   | 3   | ⌀ | 13,5 |
| Mittl. Tagesmin. (°C) | −4  | −3  | 0   | 3   | 7   | 11  | 12  | 12  | 9   | 5   | 1   | −2  | ⌀ | 4,3  |
|                       |     |     |     |     |     |     |     |     |     |     |     |     |   |      |
| Niederschlag (mm)     | 45  | 36  | 42  | 46  | 56  | 74  | 70  | 63  | 49  | 47  | 43  | 50  | Σ | 621  |
|                       |     |     |     |     |     |     |     |     |     |     |     |     |   |      |
| Sonnenstunden (h/d)   | 2   | 3   | 4   | 6   | 7   | 7   | 8   | 7   | 6   | 4   | 2   | 1   | ⌀ | 4,8  |
|                       |     |     |     |     |     |     |     |     |     |     |     |     |   |      |
| Regentage (d)         | 10  | 9   | 9   | 10  | 11  | 11  | 10  | 9   | 8   | 7   | 10  | 10  | Σ | 114  |

| −4 |

| −3 |

| 0 |

| 3 |

| 7 |

| 11 |

| 12 |

| 12 |

| 9 |

| 5 |

| 1 |

| −2 |

| −4 |

| −3 |

| 0 |

| 3 |

| 7 |

| 11 |

| 12 |

| 12 |

| 9 |

| 5 |

| 1 |

| −2 |

| N i e d e r s c h l a g | 45  | 36  | 42  | 46  | 56  | 74  | 70  | 63  | 49  | 47  | 43  | 50  |
|                         | Jan | Feb | Mär | Apr | Mai | Jun | Jul | Aug | Sep | Okt | Nov | Dez |

## Geschichte

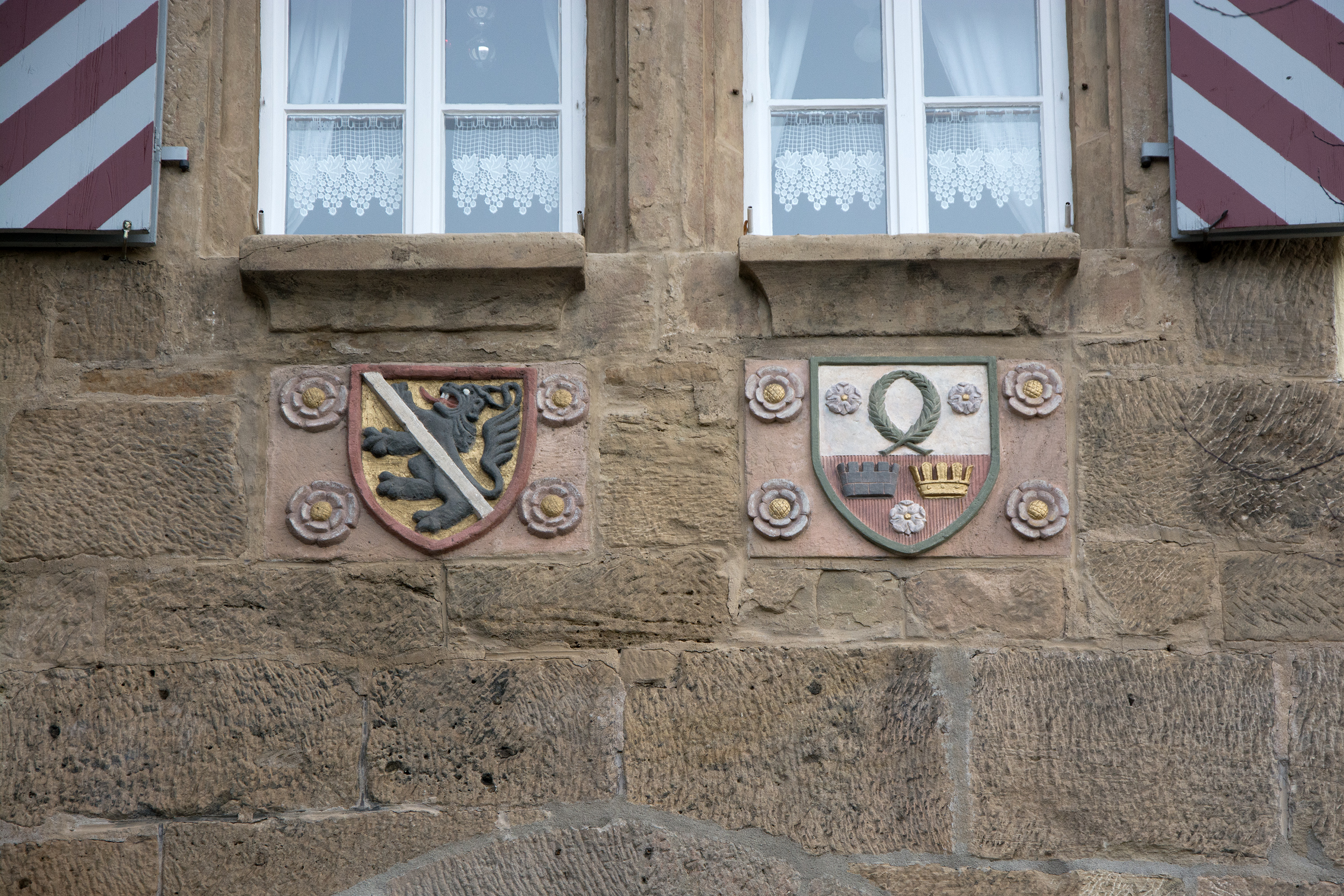
Wappen des Hochstifts Bamberg und der Stadt Kronach über dem Bamberger Tor

### Bis zum 19. Jahrhundert
Der Ort Kronach entstand vermutlich im achten oder neunten nachchristlichen Jahrhundert und wurde im Jahr 1003 in der Chronik des Thietmar von Merseburg als „urbs crana“ erstmals urkundlich erwähnt. Im Jahr 1122 schenkte Kaiser Heinrich V. Kronach und die umliegenden Gebiete, das sogenannte praedium crana, dem Hochstift Bamberg. Bis zur Säkularisation des Hochstifts in den Jahren 1802/03 behielten die Bamberger Fürstbischöfe die Herrschaft über die Stadt. Zwischen der Reformationszeit (ab 1517) und dem Westfälischen Frieden von 1648 stellte Kronach das nördliche Bollwerk des katholischen Hochstifts zum protestantischen Kurfürstentum Sachsen dar. Infolge dieser Grenzlage wurde die oberhalb der Stadt gelegene und Mitte des 13. Jahrhunderts erstmals urkundlich erwähnte Burg Rosenberg zu einer frühneuzeitlichen Schlossfestung ausgebaut.
Während des Dreißigjährigen Krieges wurde Kronach in den Jahren 1632 bis 1634 mehrmals von einer großen Überzahl der Schweden und ihrer deutschen Verbündeten belagert. Durch den strategisch günstigen Aufbau der Stadt und die entschiedene Gegenwehr ihrer Bewohner konnten die Angreifer jedoch erfolgreich zurückgeschlagen werden. Noch heute erinnert die seit 1633 jährlich stattfindende Schwedenprozession an diese Ereignisse. Eine Besonderheit der Prozession ist, dass die Frauen für ihre Tapferkeit bei der Verteidigung der Stadt den Männern voranschreiten.
Auf die Zeit der Belagerungen geht auch der Spitzname der Kronacher als „Kroniche Housnküh“ (Kronacher Hasenkühe) zurück. Da die Stadt nicht direkt eingenommen werden konnte, versuchten die Angreifer die Bewohner auszuhungern, indem sie sie von der Nahrungs- und Wasserversorgung aus dem Umland abschnitten. Der Legende nach ließen die Kronacher als List das letzte lebende Tier, einen weiblichen Hasen, frei auf der Stadtmauer herumlaufen, um so einen großen Nahrungsvorrat in der Stadt vorzutäuschen. Die Schweden sollen daraufhin die als sinnlos erachtete Belagerung abgebrochen haben und abgezogen sein. Die „Kroniche Housnkuh“ – Feline von der Festung – ist heute das Maskottchen der Stadt.
Gegen Ende des 18. Jahrhunderts bestand Kronach aus 433 Anwesen. Das Hochgericht übte das bambergische Centamt Kronach aus. Grundherren waren die Stadt Kronach, das Kastenamt Kronach, die Pfarrei Kronach, die Gotteshausstiftung Kronach, die Frümessstiftung Kronach, die Apostelmessstiftung Kronach und das Seniorat von Waldenfels. Die meisten Anwesen unterstanden der Stadt Kronach.
Mit dem Reichsdeputationshauptschluss wurde das Hochstift Bamberg 1803 zwangsweise aufgelöst und seine Territorien dem Kurfürstentum Bayern übertragen. Anfang Oktober 1806 dienten Stadt und Festung als Lager für das Heer des französischen Kaisers Napoleon Bonaparte, der von hier aus seinen Feldzug gegen Preußen startete, der am 14. Oktober 1806 in die Schlacht bei Jena und Auerstedt mündete.
Mit dem Gemeindeedikt wurde 1808 der Steuerdistrikt Kronach gebildet, zu dem Bergmühle, Biegenmühle, Detschramühle, Fröschbrunn, Gänsmühle, Hammermühle, Kleienmühle, Kreuzberg, Mostrach, Rosenberg, Rußmühle, Wachtersmühle und Zollscheer gehörten. Im selben Jahr entstand die Munizipalgemeinde Kronach, die deckungsgleich mit dem Steuerdistrikt war. Sie war in Verwaltung und Gerichtsbarkeit dem Landgericht Kronach zugeordnet und in der Finanzverwaltung dem Rentamt Kronach (1919 in Finanzamt Kronach umbenannt). In der freiwilligen Gerichtsbarkeit unterstanden einige Anwesen bis 1848 dem Patrimonialgericht Oberrodach. Fallmeisterei, Heinleinshaus, Kalkhütte und Schießhaus wurden in der ersten Hälfte des 19. Jahrhunderts auf dem Gemeindegebiet gegründet. Ab 1862 gehörte Kronach zum Bezirksamt Kronach (1939 in Landkreis Kronach umbenannt). Die Gerichtsbarkeit blieb beim Landgericht Kronach (1879 in Amtsgericht Kronach umbenannt). Die Gemeinde hatte ursprünglich eine Fläche von 11,868 km². Kreuzberg wurde um 1880 nach Unterrodach umgemeindet.

### 20. Jahrhundert

April 1945: Zwei US-Soldaten des 101. Infanterie-Regiments während der Explosion eines deutschen Benzintank-Anhängers auf dem Marktplatz. Anmerkung: Die Szene wurde für die Aufnahme gestellt.

Im Ersten Weltkrieg diente die Festung Rosenberg als Offiziersgefangenenlager, in dem 1917 zeitweise auch der französische Hauptmann Charles de Gaulle, der spätere General und Staatspräsident von Frankreich, untergebracht war. Nach zwei erfolglosen Fluchtversuchen wurde de Gaulle zunächst in ein Lager in der Festung Ingolstadt und später auf die Wülzburg in der Nähe von Weißenburg in Bayern verlegt.
In der Zeit des Nationalsozialismus wurden die letzten acht verbliebenen Kronacher Juden am 24. April 1942 mit der Eisenbahn in Richtung des Vernichtungslagers Sobibor deportiert, wo sie in Gaskammern ermordet wurden. Den Zweiten Weltkrieg überstand Kronach relativ unbeschadet. Gegen Ende des Krieges sollten auf der Festung Rosenberg Produktionshallen für die Herstellung von Teilen für das Raketenflugzeug Messerschmitt Me 163 errichtet werden. Die geplanten Anlagen wurden jedoch nur zum Teil fertiggestellt und nie in Betrieb genommen, wodurch Stadt und Festung von einer großflächigen Bombardierung durch die Alliierten verschont blieben. Ab März 1945 erfolgten regelmäßig Luftangriffe auf die Stadt. Die Bevölkerung fand bei den Angriffen Zuflucht in den zahlreichen Kellergewölben, die praktisch den gesamten Bergsporn unterhalb der Altstadt durchziehen. Am Nachmittag des 12. April 1945 marschierten amerikanische Truppen nach mehrstündigem Artilleriebeschuss in Kronach ein und besetzten die Stadt.

Bevölkerungsentwicklung der Stadt Kronach (mit Eingemeindungen) seit 1840

Die Nachkriegszeit war durch die Nähe zur innerdeutschen Grenze sowie die Eingliederung einer großen Zahl von Heimatvertriebenen geprägt. So erhöhte sich die Einwohnerzahl der Stadt nach 1945 von ursprünglich 6.500 auf über 10.000 Personen. In jüngerer Zeit ermöglichten die Vorbereitungen der Landesgartenschau 2002 die Beseitigung von Bau- und Umweltsünden in einem in den zurückliegenden Jahrzehnten als Gewerbegebiet genutzten Areal; heute dient das Gelände als stadtnahes Erholungsgebiet.

### Eingemeindungen
Im Zuge der Gebietsreform in Bayern wurde am 1. Juli 1971 die Gemeinde Knellendorf eingegliedert. Am 1. Januar 1972 kam Ziegelerden hinzu, Vogtendorf folgte am 1. Juli 1972. Höfles schloss sich am 1. Januar 1975 der Kreisstadt an. Am 1. Januar 1978 wurden Dörfles und Gundelsdorf eingemeindet. Abgeschlossen wurde die Reihe der Eingemeindungen mit der Eingliederung der bis zu diesem Zeitpunkt selbstständigen Gemeinden Fischbach, Friesen, Gehülz, Glosberg, Neuses und Seelach am 1. Mai 1978.

### Einwohnerentwicklung
Im Zeitraum 1988 bis 2018 sank die Einwohnerzahl von 18.246 auf 16.874 um 1372 Einwohner bzw. um 7,5 %.
Gemeinde Kronach
| Jahr      | 1840   | 1852   | 1855   | 1861   | 1867   | 1871   | 1875   | 1880   | 1885   | 1890   | 1895   | 1900   | 1905   | 1910   | 1919   | 1925   | 1933   | 1939   | 1946   | 1950   | 1952   | 1961   | 1970   | 1987   | 2008   | 2015   | 2017   |
| Einwohner | 3399   | 3193   | 3169   | 3715   | 3779   | 3992   | 3685   | 4037   | 4137   | 4140   | 4252   | 4788   | 5206   | 5434   | 5596   | 6244   | 6706   | 6773   | 8929   | 9451   | 9885   | 10204  | 10098  | 18401  | 17564  | 16808  | 16877  |
| Häuser    |        |        |        |        |        | 495    |        |        | 505    | 499    |        | 524    |        |        |        | 671    |        |        |        | 1008   |        | 1431   |        | 4421   |        | 4768   | 4775   |
| Quelle    | [ 18 ] | [ 18 ] | [ 18 ] | [ 19 ] | [ 20 ] | [ 21 ] | [ 22 ] | [ 23 ] | [ 24 ] | [ 25 ] | [ 18 ] | [ 26 ] | [ 18 ] | [ 27 ] | [ 18 ] | [ 28 ] | [ 18 ] | [ 18 ] | [ 18 ] | [ 29 ] | [ 18 ] | [ 11 ] | [ 30 ] | [ 31 ] | [ 32 ] | [ 32 ] | [ 32 ] |

Ort Kronach
| Jahr      | 001818 | 001861 | 001871 | 001885 | 001900 | 001925 | 001950 | 001961  | 001970 | 001987 |
| Einwohner | 2648   | 3286   | 3992 * | 4137 * | 4671   | 6139   | 9385 † | 10134 † | 10012  | 9232   |
| Häuser    | 416    |        | 495 *  | 505 *  | 506    | 656    | 996 †  | 1417 †  |        | 1971   |
| Quelle    | [ 10 ] | [ 19 ] | [ 21 ] | [ 24 ] | [ 26 ] | [ 28 ] | [ 29 ] | [ 11 ]  | [ 30 ] | [ 31 ] |

## Religion

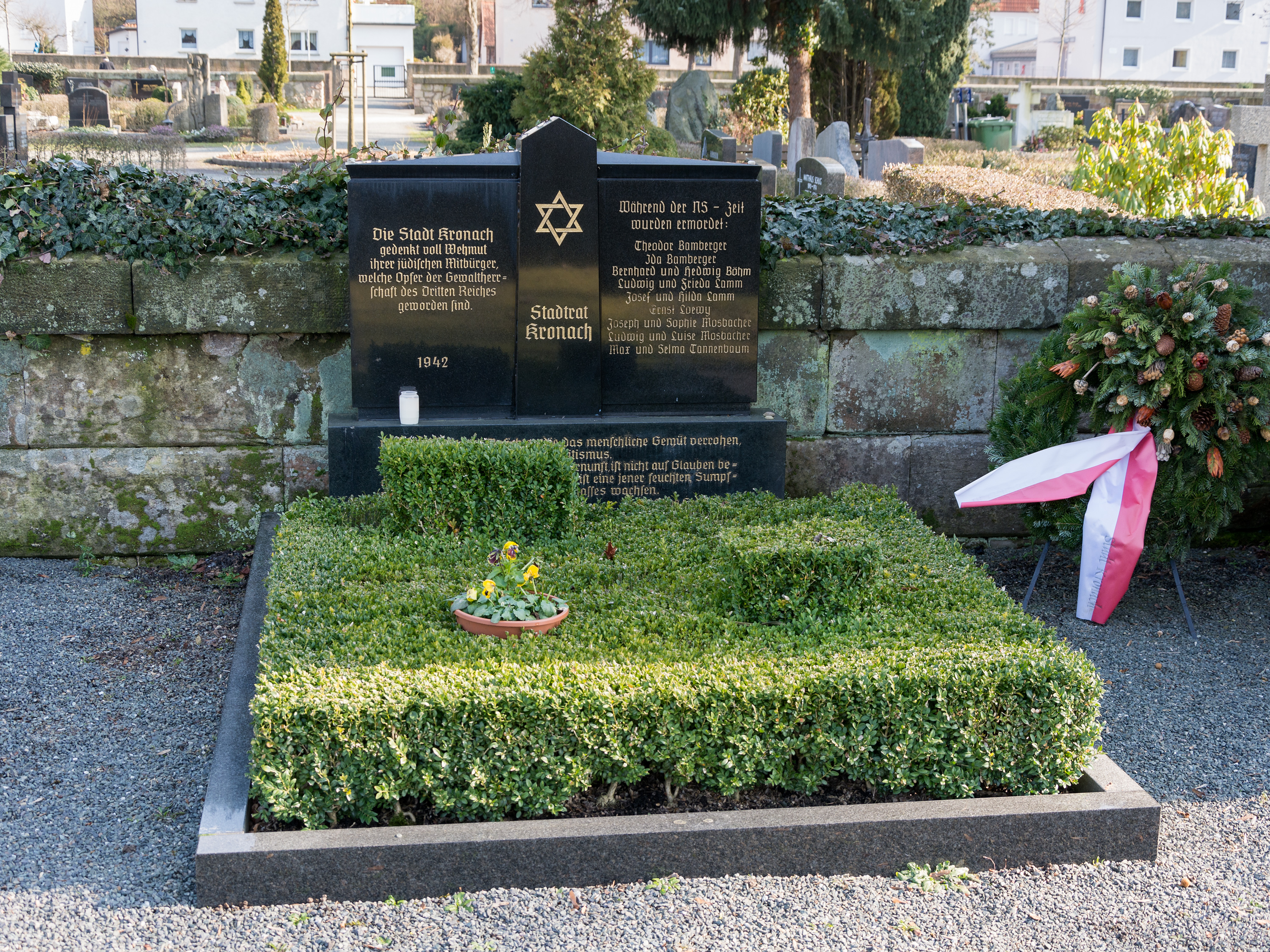
Gedenkstein für die jüdischen Opfer des Nationalsozialismus in Kronach

### Katholische und evangelische Gemeinde
Bedingt durch die Geschichte des Ortes, der bis zum Beginn des 19. Jahrhunderts zum Herrschaftsgebiet des katholischen Hochstifts Bamberg gehörte, sind 55 % der Bevölkerung katholisch, vor allem in der Kernstadt und den südlichen, nördlichen und westlichen Gemeindeteilen. Evangelischen Christen wurde erst nach der Säkularisation des Hochstifts im Jahr 1803 das Bürgerrecht in Kronach gewährt. 2016 waren 26 % der Einwohner evangelisch, insbesondere in den östlichen Stadtteilen.

### Jüdische Gemeinde
Mindestens seit dem 17. Jahrhundert waren jüdische Familien in der Stadt ansässig. 1880 gründeten sie eine eigenständige Kultusgemeinde, 1883 wurde eine Synagoge errichtet. Dieses Gebäude wurde im Februar 1938 an die Stadt Kronach verkauft, die es bis 1972 als Sanitätsdepot nutzte und im Anschluss bis 1988 als Lagerhaus verpachtete. Dadurch überstand das Bauwerk die Novemberpogrome 1938 unbeschadet, während die nach Bamberg verbrachte Ausstattung der Synagoge dort zerstört wurde. Die jüdische Kultusgemeinde in Kronach wurde 1942 aufgelöst; die ehemalige Synagoge, die im Jahr 2002 vom Aktionskreis Kronacher Synagoge restauriert wurde, dient heute als Gedenkstätte und kultureller Veranstaltungsraum. Der Kronacher Stadtrat ehrte die von den Nationalsozialisten verfolgten und ermordeten Juden der Stadt 1964 mit einem Gedenkstein auf dem christlichen Friedhof unter Namensnennung der ausgelöschten Familien. Der Künstler Gunter Demnig verlegte in den Jahren 2017 und 2018 insgesamt 25 Stolpersteine vor den ehemaligen Wohnhäusern Kronacher Juden. Ein weiterer Stolperstein wurde am 16. Juli 2022 im Kronacher Gemeindeteil Gundelsdorf verlegt.

### Sonstige religiöse Gemeinschaften
Außerdem gibt es in Kronach eine Freie Christengemeinde einen Königreichssaal der Zeugen Jehovas und eine Gemeinde der Jesus Freaks.

## Politik

### Stadtrat
Der Stadtrat hat 25 Mitglieder (den Ersten Bürgermeister und 24 Stadtratsmitglieder). Die Kommunalwahl 2020 führte zu folgender Sitzverteilung:
| Partei / Liste | Sitze | Stadtratswahl 2020Wahlbeteiligung: 58,40 % 50403020100 41,53 %18,99 %11,18 %9,53 %8,22 %4,45 %4,40 % CSUSPDFWGrüneZKCFLAfD |
| -------------- | ----- | --- |
| CSU            | 11 *  | Stadtratswahl 2020Wahlbeteiligung: 58,40 % 50403020100 41,53 %18,99 %11,18 %9,53 %8,22 %4,45 %4,40 % CSUSPDFWGrüneZKCFLAfD |
| SPD            | 5     | Stadtratswahl 2020Wahlbeteiligung: 58,40 % 50403020100 41,53 %18,99 %11,18 %9,53 %8,22 %4,45 %4,40 % CSUSPDFWGrüneZKCFLAfD |
| FW             | 3     | Stadtratswahl 2020Wahlbeteiligung: 58,40 % 50403020100 41,53 %18,99 %11,18 %9,53 %8,22 %4,45 %4,40 % CSUSPDFWGrüneZKCFLAfD |
| Grüne          | 2     | Stadtratswahl 2020Wahlbeteiligung: 58,40 % 50403020100 41,53 %18,99 %11,18 %9,53 %8,22 %4,45 %4,40 % CSUSPDFWGrüneZKCFLAfD |
| ZKC            | 2     | Stadtratswahl 2020Wahlbeteiligung: 58,40 % 50403020100 41,53 %18,99 %11,18 %9,53 %8,22 %4,45 %4,40 % CSUSPDFWGrüneZKCFLAfD |
| Frauenliste    | 1     | Stadtratswahl 2020Wahlbeteiligung: 58,40 % 50403020100 41,53 %18,99 %11,18 %9,53 %8,22 %4,45 %4,40 % CSUSPDFWGrüneZKCFLAfD |
| AfD            | 1     | Stadtratswahl 2020Wahlbeteiligung: 58,40 % 50403020100 41,53 %18,99 %11,18 %9,53 %8,22 %4,45 %4,40 % CSUSPDFWGrüneZKCFLAfD |
| Gesamt         | 25    | Stadtratswahl 2020Wahlbeteiligung: 58,40 % 50403020100 41,53 %18,99 %11,18 %9,53 %8,22 %4,45 %4,40 % CSUSPDFWGrüneZKCFLAfD |

### Bürgermeister
Hauptamtliche Erste Bürgermeisterin ist seit 2020 Angela Hofmann (CSU).
Von 2008 bis 2020 war Wolfgang Beiergrößlein (Freie Wähler) Bürgermeister von Kronach. Sein Vorgänger war Manfred Raum (SPD).
Von 1970 bis 1984 amtierte Baptist Hempfling (CSU) und von 1984 bis 1990 bekleidete Herbert Schneider (CSU) dieses Amt.

### Wappen
| Wappen der Stadt Kronach | Blasonierung: „Geteilt von Silber und Rot; oben ein grüner Lorbeerkranz, beseitet von zwei roten heraldischen Rosen; unten nebeneinander eine silberne Mauerkrone und eine goldene Lagerkrone über einer silbernen heraldischen Rose.“ |

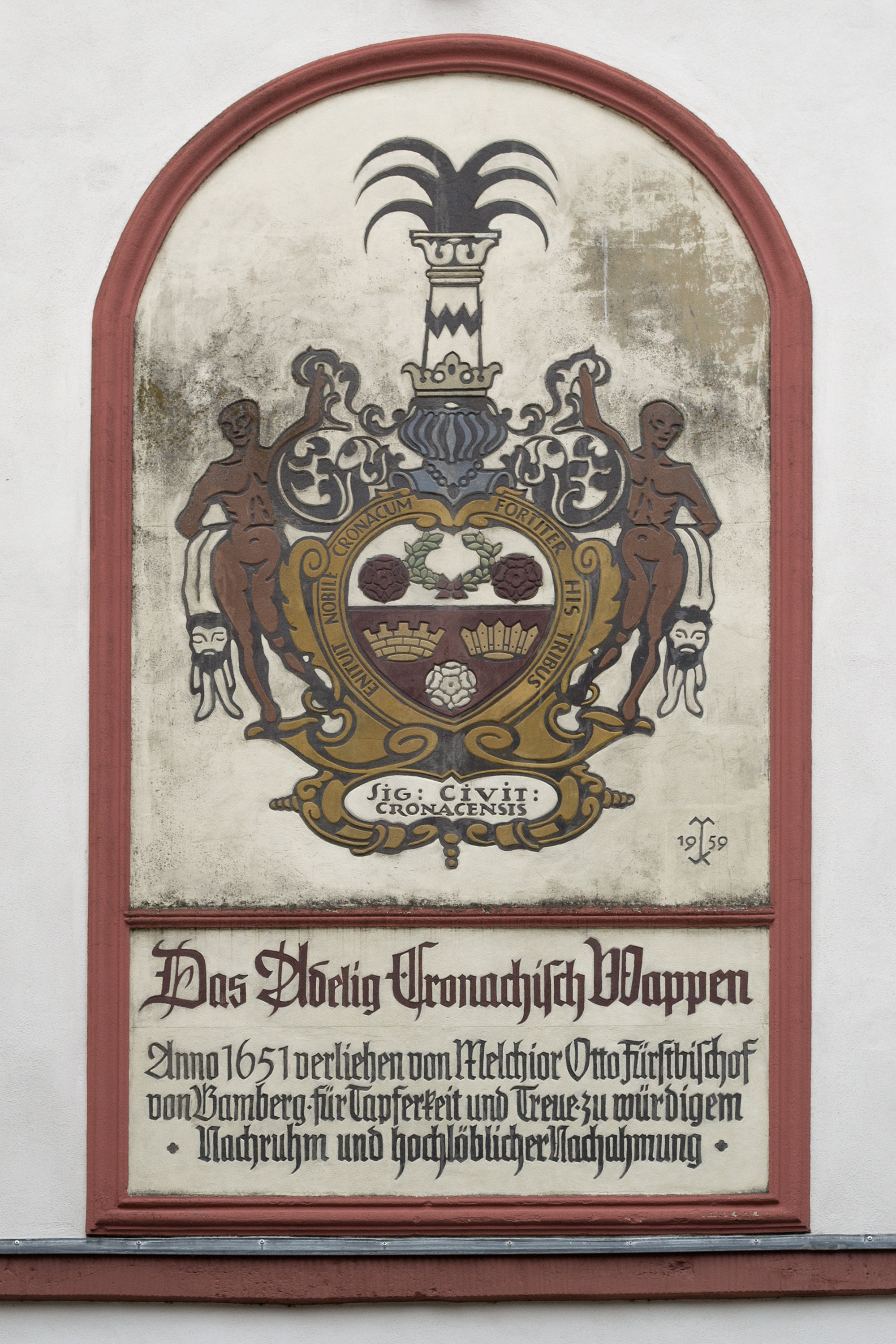
Darstellung des neuen Stadtwappens von 1651 an der Rückseite des Alten Rathauses

| Wappen der Stadt Kronach | Wappenbegründung: Erste Siegelabdrucke sind aus dem Jahr 1320 überliefert. Sie zeigen eine Zinnenmauer, hinter der sich ein von drei Rosen umgebener Zinnenturm befindet. In einem Siegelabdruck, der auf das Jahr 1553 datiert ist, erscheint dieses Bild erstmals in einem Wappenschild. Darstellungen dieses Wappens finden sich beispielsweise über dem Eingangsportal an der Ostseite des Alten Rathauses und über einem Durchgang in der Stadtmauer hinter dem neuen Rathaus. Das heute geführte Wappen wurde Kronach im Jahr 1651 vom Bamberger Fürstbischof Melchior Otto Voit von Salzburg verliehen. Anlass hierfür war die Tapferkeit der Kronacher bei der erfolgreichen Verteidigung gegen die Schweden und deren deutsche Verbündete, die die Stadt während des Dreißigjährigen Krieges mehrfach angegriffen und belagert hatten. Als Schildhalter für das Wappen dienen zwei Männer, die ihre abgezogene Haut unter dem Arm tragen. Sie erinnern an eine Begebenheit während der ersten Belagerung im Jahr 1632: Vier Kronacher Männer wurden bei einem Ausfall, bei dem sie mehrere Kanonen der Belagerer durch Vernageln der Zündlöcher unbrauchbar machten, von den Schweden gefasst und geschunden. Zwischen 1819 und 1938 waren diese beiden Schildhalter nicht in den Dienstsiegeln der Stadt enthalten. |

### Städtepartnerschaften
Kronach unterhält Städtepartnerschaften mit drei europäischen Städten und Gemeinden. Die erste Partnerschaft wurde am 31. August 1990 mit der Stadt  Hennebont in Frankreich geschlossen, zweite Partnerstadt wurde am 22. Oktober 1994  Kiskunhalas in Ungarn. Die dritte Partnerschaft mit der Gemeinde  Rhodt unter Rietburg in Deutschland wurde im Jahr 2001 offiziell beurkundet; die Beziehungen zwischen den beiden Orten bestehen jedoch bereits seit dem Jahr 1951.
Am 7. August 1955 übernahm Kronach die Patenschaft für die ehemaligen Bewohner der sudetendeutschen Stadt und des Heimatkreises  Podersam, die aus ihrer Heimat vertrieben worden waren. In einer Urkunde wurde den Podersamer Vertriebenen Kronach als „zweite Heimat und Hauptort der Pflege und Wahrung heimatlicher Überlieferung und Kultur“ garantiert.

## Kultur und Sehenswürdigkeiten

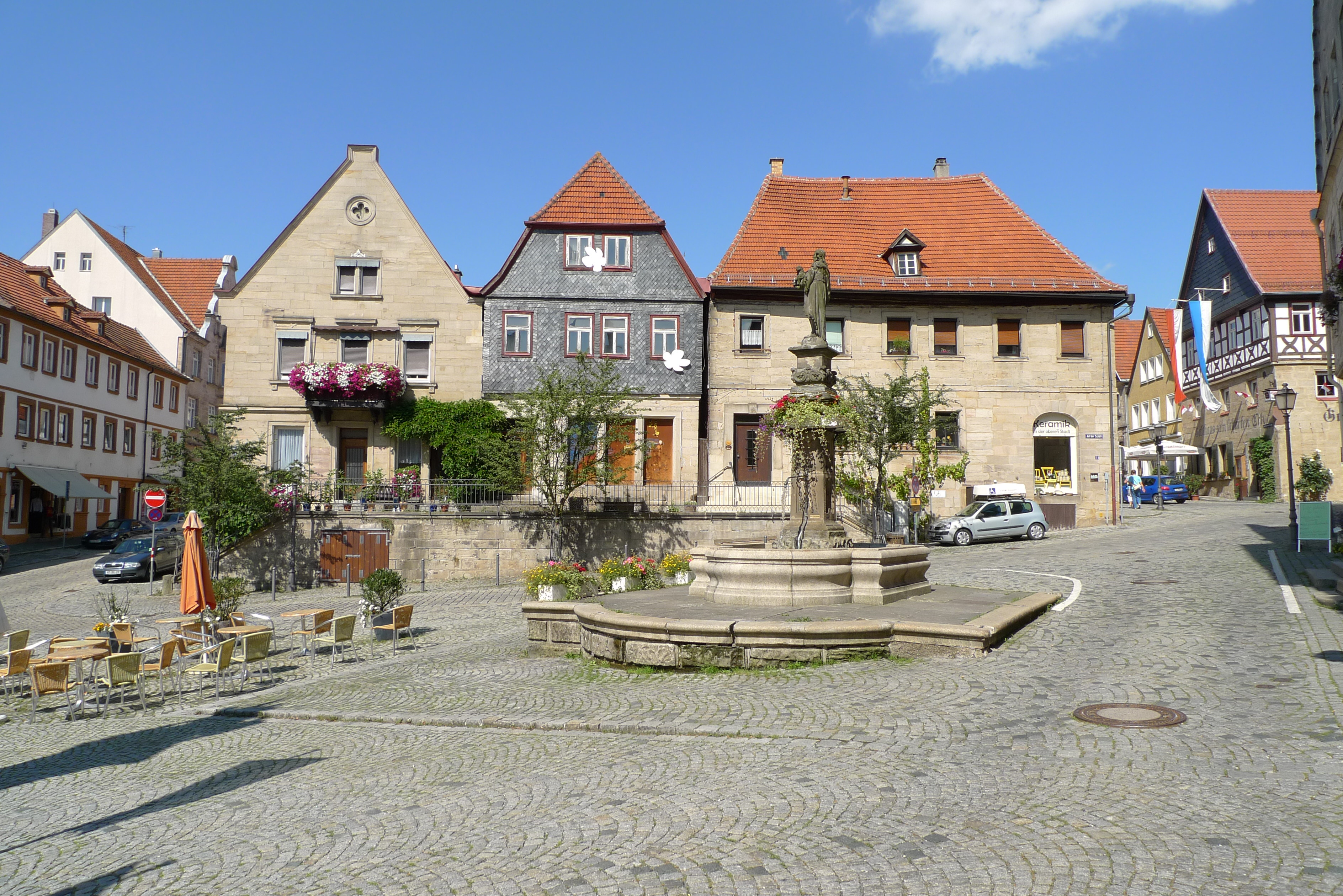
Melchior-Otto-Platz mit Johannes-Brunnen

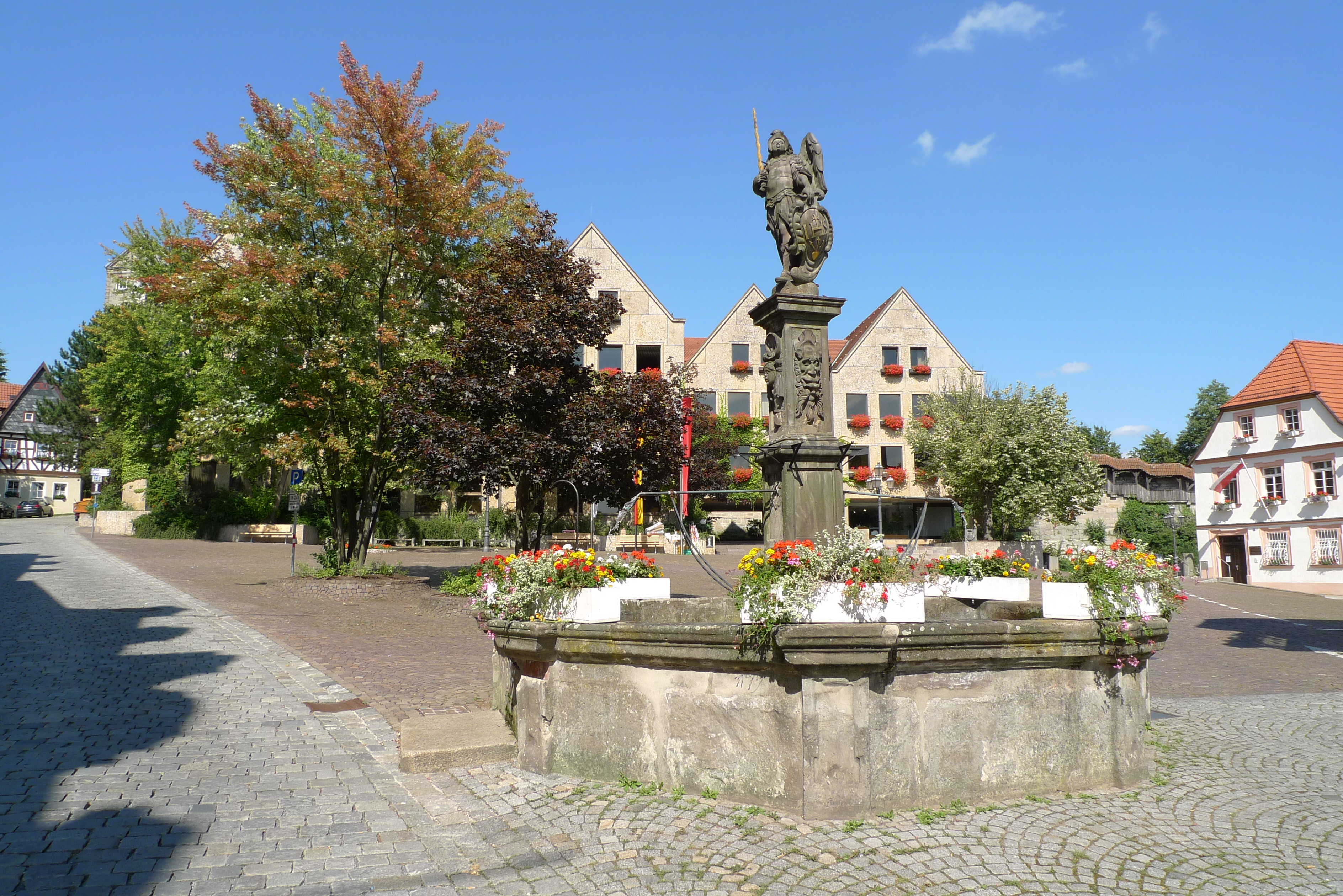
Michaelsbrunnen auf dem Marktplatz vor dem Neuen Rathaus

### Freizeit- und Sportanlagen
Ein Flößerei-Verein im Gemeindeteil Neuses veranstaltet Floßfahrten auf den Spuren eines einst für die Region bedeutenden Wirtschaftszweiges.
Das Erlebnisbad Crana Mare mit einer Riesenrutsche im Freibadbereich und einem Dampfbad im Hallenbadbereich dient auch dem Schulsport Kronacher Schüler.
Für Freiluft-Aktivitäten bieten sich eine Sommer- und eine Winterrodelbahn, mehrere Tennisplätze sowie Mountainbike-Strecken an.
Für Indoor-Sportarten gibt es ein Bogenschießzentrum und das Schützenhaus der SG Kronach für Sportschützen. Verschiedene sportliche Angebote hält die Turnerschaft 1861 e. V. Kronach bereit. Es gibt ein modernes Kino mit drei Sälen. Am Kreuzberg befinden sich eine Sportanlage, eine Sporthalle und ein Flugplatz.

### Wanderwege
Zu Fuß erreicht man Kronach von Osten auf dem Hubertusweg, von Südosten auf dem Burgenweg, von Westen (über Mitwitz) auf dem Döbra-Radspitz-Weg sowie von Norden auf dem Weg durch das Kremnitztal bis Gifting, dann weiter auf dem Burgenweg. Durch Kronach verläuft der Fränkische Marienweg. Weiterhin streift der Fernwanderweg Frankenweg die Stadt und führt zum Lucas-Cranach-Turm.

### Parkanlagen

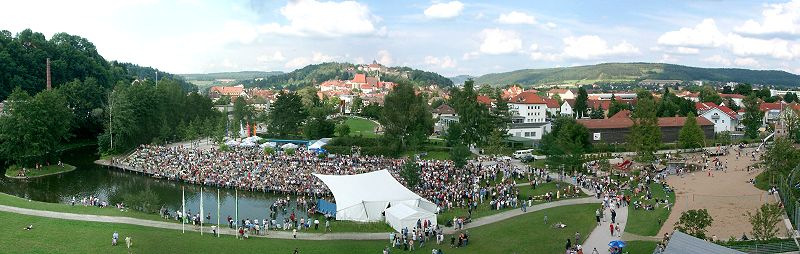
Landesgartenschau 2002

Für die Landesgartenschau im Jahr 2002 wurde entlang der Haßlach ein etwa fünf Hektar großes Areal mit ehemaligen Gewerbeflächen saniert und ein stadtnaher Erholungsbereich geschaffen. Eine 13 Meter breite und 200 Meter lange Promenade, die von einer Lindenallee umgeben ist, führt seither vom Nordeingang zu einer stufenförmig angelegten Steinterrasse, die als Zuschauertribüne für die Seebühne am Ufer gegenüber dient. Von dort aus überblickt man das zentrale Ausstellungsgelände der Landesgartenschau mit einem Abenteuerspielplatz, einem Kletter- und Aussichtsturm, dem Kreislehrgarten und dem Überflutungsbecken, das bei Hochwasser die übers Ufer tretende Haßlach aufnimmt. Auf dem Landesgartenschau-Gelände gibt es einen Skulpturenweg, der am Plessi-Turm Water-Fire beginnt und bei den Skulpturen der Sandstein-Triennale endet. Folgt man dem Weg über das sogenannte Knie nach Süden, kommt man unter der Südbrücke hindurch über einen Steg in den Höringsgarten. Von dort aus öffnet sich das Gartenschaugebiet mit einer Hubbrücke über die Rodach. Im anschließenden Gelände befindet sich in Richtung auf den Ortsteil Neuses eine Skater-Anlage, ein Spielfeld für Ballsportarten und ein Anlegeplatz für Floßfahrten.
Von einem kleinen Park in der Jahnsallee westlich der Stadtmauern mit altem Baumbestand an der Haßlach hat man einen schönen Blick auf die Altstadt.
In der Stadtmitte am Marienplatz befindet sich der Stadtpark. Seine Verlängerung ist der Stadtgraben. Die Anlage ist zirka 500 Meter lang und enthält unter anderem einen Kinderspielplatz.
Am Kreuzberg liegt ein etwa 500 Meter langer Park in der Nähe des Sportzentrums; der Burggarten mit zahlreichen alten Bäumen bietet einen Blick über Kronach.

### Museen und Galerien

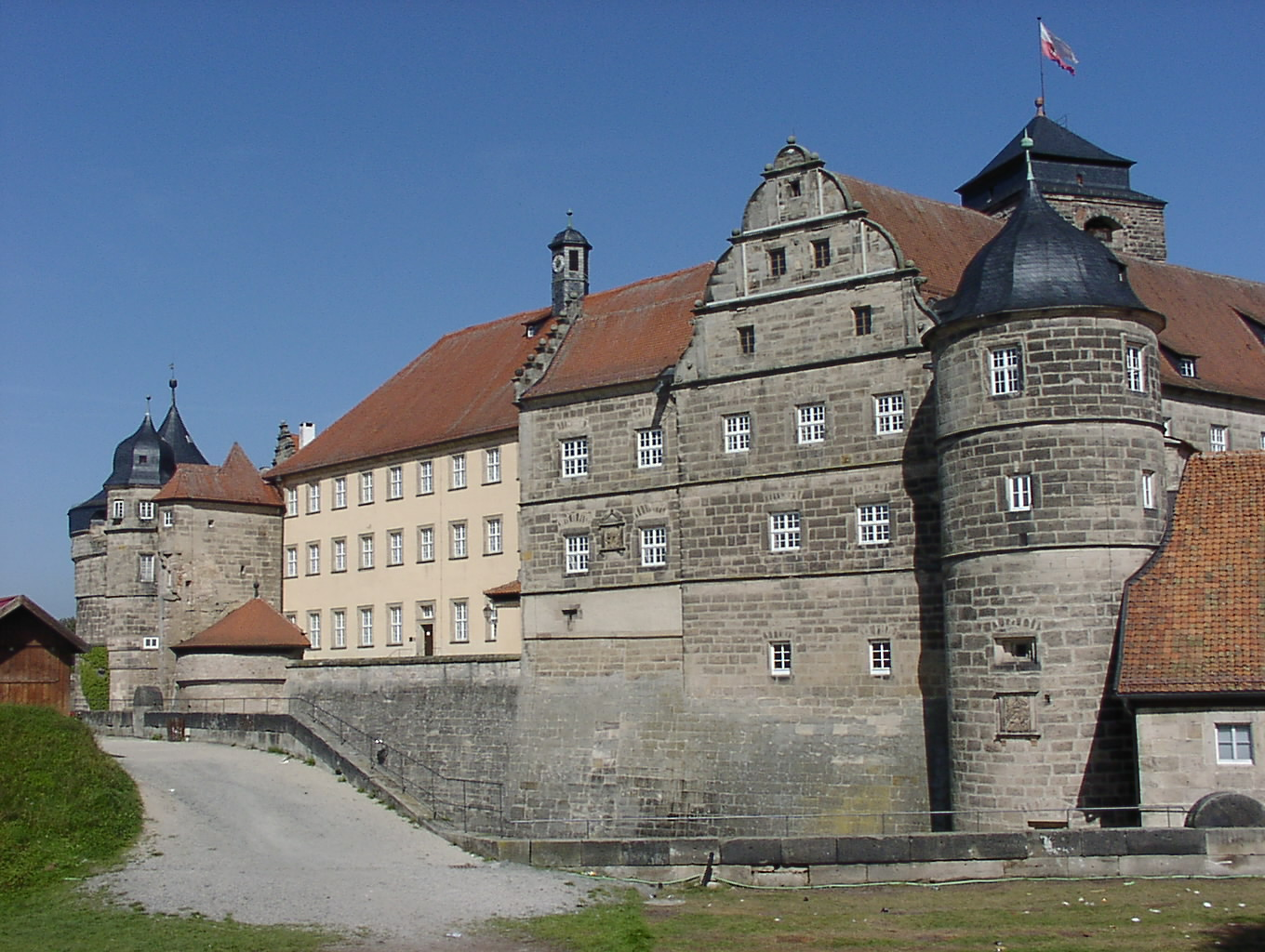
Der Kommandanten- und der Fürstenbau der Festung Rosenberg

Die Festung Rosenberg beherbergt mehrere Museen. Im renovierten ehemaligen Kommandantenwohnhaus befindet sich die Fränkische Galerie als Zweigmuseum des Bayerischen Nationalmuseums. Auf zwei Geschossen präsentiert sie bedeutende Tafelgemälde des 13. bis 16. Jahrhunderts mit vier eigenhändigen Gemälden von Lucas Cranach d. Ä. sowie einer großen Auswahl kostbarer Skulpturen der Gotik und der beginnenden Renaissance, fast alle in ihren originalen Farbfassungen. Sie enthält zahlreiche Werke ersten Ranges (unter anderem eigenhändige Arbeiten von Tilman Riemenschneider und Adam Kraft). Geboten wird ein Einblick in die Kunst Frankens; es sind aber auch andere Gebiete vertreten. Des Weiteren befindet sich auf der Festung ein Steinmetzmuseum. Im Fürstenbau werden wechselnde Sonderausstellungen gezeigt, unter anderem mit zeitgenössischer Kunst. Das Projekt Deutsches Festungsmuseum befindet sich noch im Planungsstadium und soll in Zukunft eine Lücke in der Museumslandschaft zwischen den Themen Burg und Schloss füllen.
Die Galerie im Landratsamt, die Galerie in der Kreisbibliothek und die 2002 renovierte Kronacher Synagoge zeigen wechselnde Ausstellungen. Der Kronacher Kunstverein e. V., der 1980 gegründet wurde und rund 250 Mitglieder (Stand: 2024) hat, nutzt den Kreiskulturraum für wechselnde Ausstellungen zeitgenössischer Kunst.
In der Oberen Stadt informiert die Podersamer Heimatstube im Gebäude Lucas-Cranach-Straße 27 über die sudetendeutsche Patengemeinde Kronachs; im Gemeindeteil Neuses kann ein Dorfmuseum besichtigt werden.

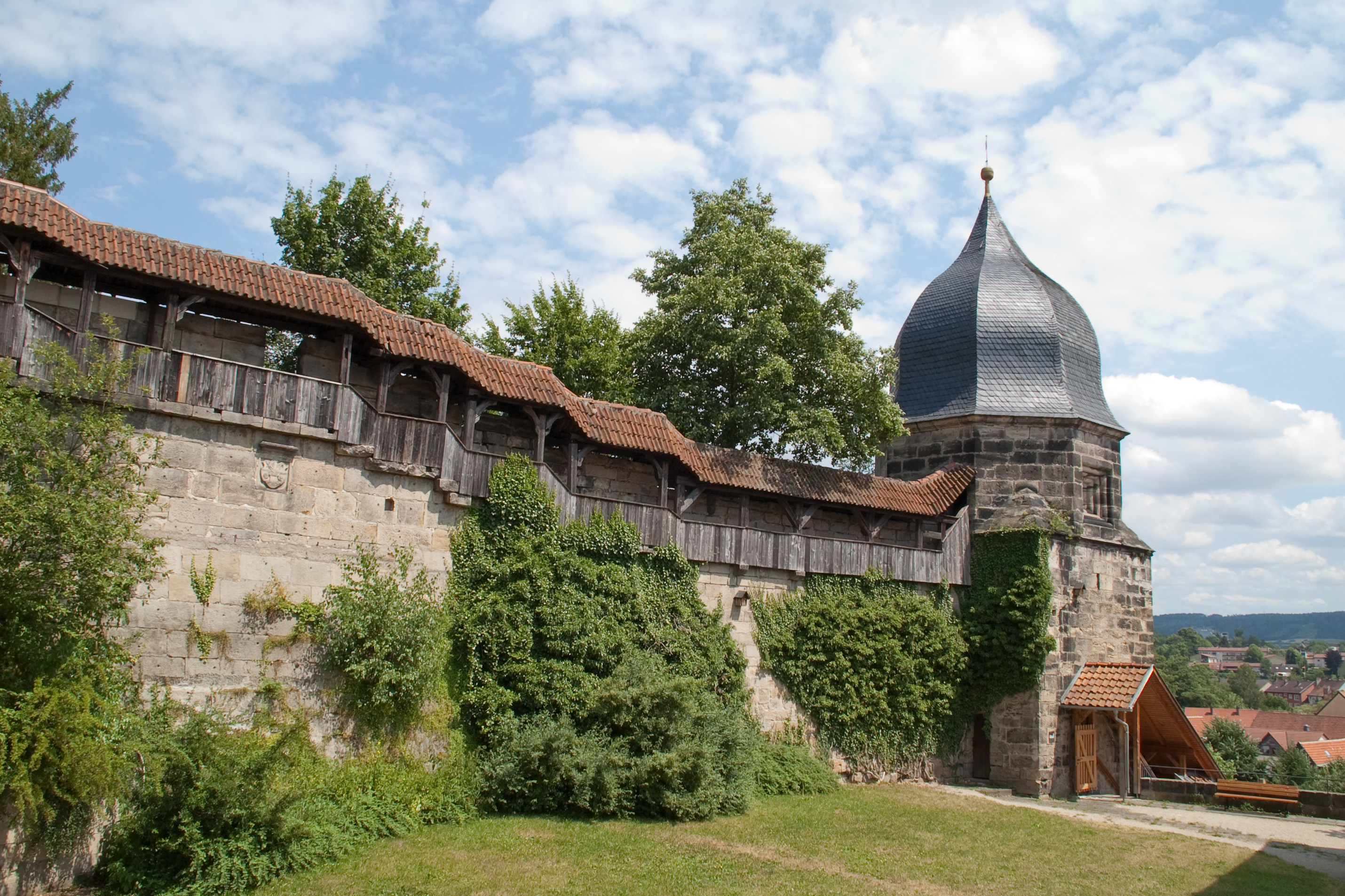
Hexenturm mit Stadtmauer

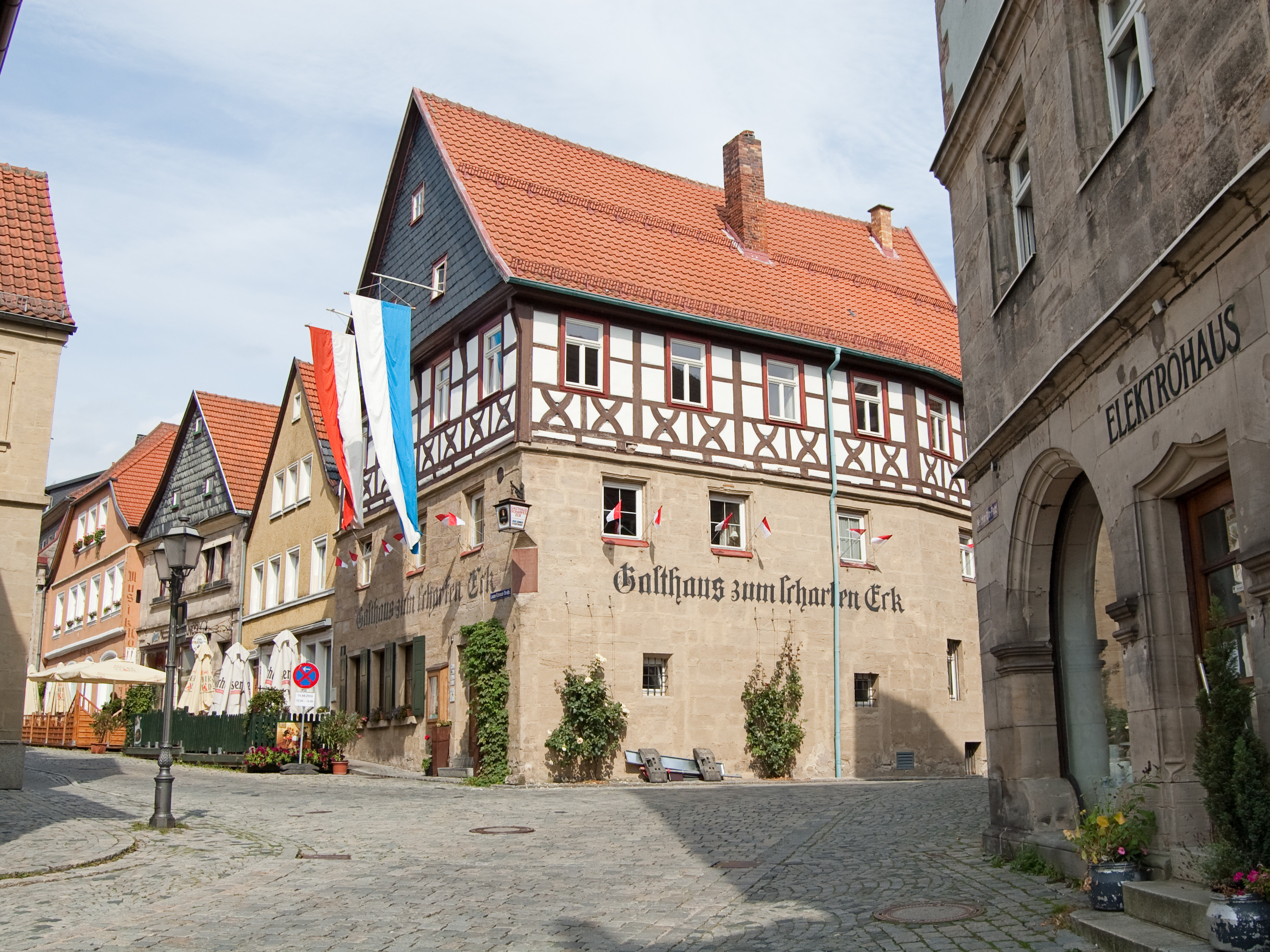
Historisches Gasthaus zum Scharfen Eck

### Bauwerke
Da Kronach den Zweiten Weltkrieg relativ unbeschadet überstanden hat, kann es mit einer Reihe von historischen Bauwerken aufwarten. Unterhalb der weithin sichtbaren und die Stadt überragenden Festung Rosenberg erstreckt sich die sogenannte Obere Stadt, die historische Altstadt, mit einem Ensemble von Gebäuden mit dem Historischen Rathaus und der Stadtpfarrkirche St. Johannes der Täufer. Der viergeschossige, fast quadratische Lehlauben- oder Hexenturm als Teil der Stadtmauern befindet sich unweit des neuen Rathauses. Erbaut wurde er im Jahre 1444 und war zunächst der nordöstliche Eckpfeiler der Stadtbefestigung. In seinem Untergeschoss befindet sich ein Verlies, das bis ins 17. Jahrhundert als Gefängnis diente.
Außerhalb der Stadtmauern stehen im Westen das Oblatenkloster mit Klosterkirche, im Süden die Spitalkirche mit Bürgerspital und im Osten die Kronacher Synagoge, die 2002 aufwändig renoviert wurde. Auf dem Kreuzberg befindet sich die 1644 erbaute barocke Heilig-Kreuz-Kapelle. Am Friedhof der Stadt steht eine weitere, dem heiligen Nikolaus von Myra geweihte Kapelle aus dem späten 14. Jahrhundert.
In Kronacher Gemeindeteilen lohnen die Wallfahrtskirche Mariä Geburt in Glosberg, die Kirche St. Georg in Friesen mit mittelalterlichen Wandfresken und die Heunischenburg bei Gehülz eine Besichtigung.

### Regelmäßige Veranstaltungen

#### Feste und Märkte

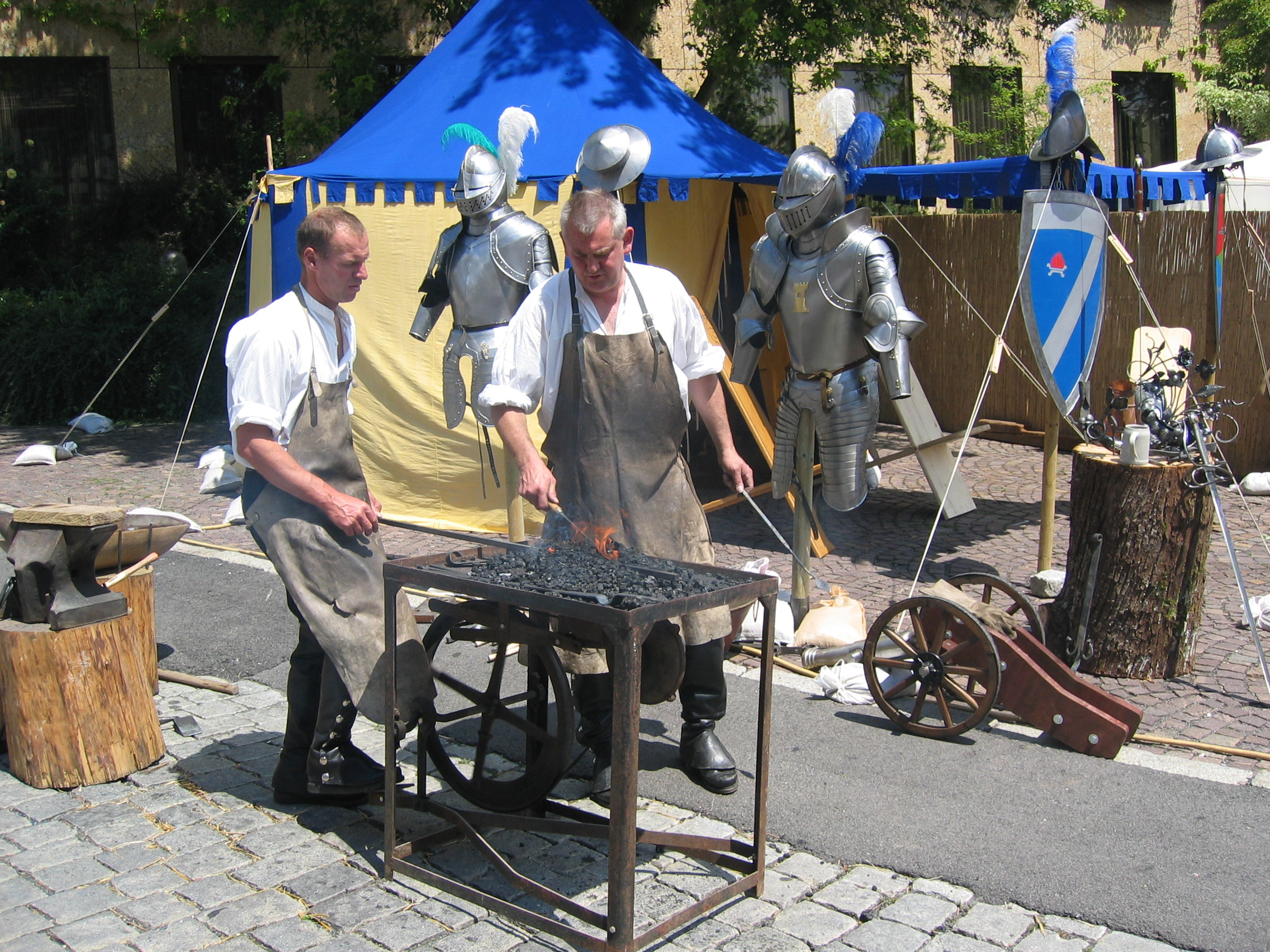
Historisches Stadtspektakel

Das kulturelle Leben Kronachs wird durch eine Reihe regelmäßiger Veranstaltungen geprägt, von denen das alljährliche Schützenfest, das Kronacher Freischießen, die größte Anziehungskraft besitzt. Begründet wurde es durch die seit 1444 überlieferten Kronacher Stadtschützen, die auf der Hofwiese trainierten, um die Stadt im Ernstfall verteidigen zu können. Als Fest an sich existiert das Freischießen seit 1588. Es endet am vorletzten Sonntag im August und beginnt zehn Tage vorher am Donnerstag mit der Bierprobe und dem traditionellen Bieranstich durch den Ersten Bürgermeister.
Alljährlich im Mai wird das Fest Kronach leuchtet veranstaltet, bei dem die Kronacher Altstadt und die Festung Rosenberg in den Abend- und Nachtstunden von zahlreichen Lichtinstallationen kunstvoll beleuchtet werden. Planung und Errichtung der Installationen für die im Jahr 2006 zum ersten Mal ausgerichtete Veranstaltung erfolgen in Zusammenarbeit mit Architektur- und Lichtdesign-Studenten verschiedener deutscher und internationaler Hochschulen.
Im Andenken an die bewegte Geschichte Kronachs, das im Dreißigjährigen Krieg mehrmals von schwedischen Truppen belagert wurde, findet seit 1633 am Sonntag nach Fronleichnam die sogenannte Schwedenprozession statt. Eine Besonderheit dieser Prozession ist, dass die Frauen seit 1634 als Ehrung für ihre Tapferkeit bei der Verteidigung der Stadt den Männern voranschreiten.
Im zweijährlichen Turnus – jeweils in den ungeraden Jahren – findet am letzten Juniwochenende das Historische Stadtspektakel statt, bei dem unter anderem der Schwedensturm von 1634 mit kostümierten Truppen nachgestellt wird. Im Wechsel mit dem Stadtspektakel wird in den geraden Jahren ebenfalls zu Pfingsten das Festival Crana Historica auf und um die Festung Rosenberg herum abgehalten. International bekannte Musiker und Reenactors treffen auf Marktleute.
Märkte werden beim Kronacher Altstadtfest Anfang September, beim Dreiländertreffen zum Tag der Deutschen Einheit sowie zur Kronacher Weihnacht an jedem Adventswochenende in der Oberen Stadt abgehalten. In der Faschingszeit wird die Kronicher Fousanaocht mit großen Büttenabenden gefeiert und Mitte Juli lädt die Kaiserhof-Brauerei zu einem Brauereifest ein.

#### Kunst, Theater, Musik
Von 1995 bis 2015 fanden im Sommer auf einer Freilichtbühne auf der Festung Rosenberg die von Daniel Leistner und Ulrike Mahr ins Leben gerufenen Faust-Festspiele statt, die neben Johann Wolfgang von Goethes Faust. Eine Tragödie. Klassiker der Weltliteratur in knappen volksnahen Fassungen in historischen Kostümen aufführten. Seit dem Jahr 2016 finden die Festspiele mit verändertem Konzept und einem neuen Führungsteam unter dem Namen Rosenberg-Festspiele statt.
Im Winterhalbjahr bespielte das Ensemble um Daniel Leistner die Werkbühne im Historischen Rathaus. Nach dem Ende der Faust-Festspiele nach der Saison 2015 zog die Werkbühne im Jahr 2016 ins benachbarte Marktrodach um.
Die Kronacher Sommerakademie führt auf dem Festungsgelände Kurse zu den Themen Mosaik, Töpferei, Bildhauerei und Aktmalerei durch.
Die Fränkische Galerie in der Festung Rosenberg zeigt Malerei und Skulpturen aus dem späten Mittelalter bis hin zur Zeit Lucas Cranachs, der mit vier Werken vertreten ist. Unter der Regie und in Kooperation mit dem Kronacher Kunstverein e. V. wurden hier auch Ausstellungen zeitgenössischer Künstler gezeigt, darunter Werke von Ren Rong, Elvira Bach, Dao Droste und Wilhelm Holderied.
In der Galerie des Kronacher Kunstvereins e. V. finden pro Jahr sechs Ausstellungen statt. Gezeigt werden Arbeiten namhafter Gegenwartskünstler aus den Bereichen Malerei, Grafik, Bildhauerei, Keramik, Fotografie, Licht-, Video- und Multimediakunst. Zudem organisiert der Kunstverein Debütantenausstellungen junger Nachwuchstalente. Daneben bietet der Kunstverein ein lebendiges Kleinkunstprogramm sowie Kunstevents mit Konzerten, Kabarett u. a. sowie die Reihe Literarische Matinee. Kunstobjekte aus Sandstein, entstanden im Rahmen der Sandstein-Triennalen des Kronacher Kunstvereins, sind auf dem Landesgartenschaugelände zu sehen. Die „Dicke“, eine mehr als drei Meter hohe Badenixe des Künstlers Peter May, zählt zu den beliebtesten Fotomotiven im Park.
Seit 2004 probt im Herbst das Orchesterprojekt „Kronach Klassik“ und beendet seine Arbeitsphase mit zwei sinfonischen Konzerten im Kronacher Kreiskulturraum. Schirmherr ist der in Kronach geborene Dirigent Axel Kober.
Auf der Festung Rosenberg findet außerdem seit 2006 das Rockfestival „Die Festung Rockt“ statt, bei dem Bands wie Emil Bulls, Montreal oder die Donots spielten. Der Veranstalter ist das Jugendzentrum Struwwelpeter.

## Wirtschaft und Infrastruktur

### Wirtschaft
Die Wirtschaft in Kronach ist vor allem mittelständisch geprägt.
Im Jahr 1897 gründete Rosenthal in Kronach ein Porzellanwerk, das anfangs 200 Mitarbeiter hatte und unter anderem Kunst- und Zierporzellane fertigte. 1986 erfolgte die Inbetriebnahme eines neuen, 32 Millionen DM teuren Werkes für die Keramikproduktion. Die alte Fabrik wurde 1986 abgebrochen. Am 30. Juni 1998 beendete Rosenthal die Produktion in Kronach. 150 Mitarbeiter wurden entlassen.
Lange Zeit das bedeutendste Industrieunternehmen in Kronach war mit ursprünglich rund 1000 Beschäftigten der Unterhaltungselektronik-Hersteller Loewe, der hier seit März 1945 seinen Firmensitz hat. Nachdem das Unternehmen 2013 in finanzielle Schwierigkeiten geraten war und einem großen Teil seiner Angestellten kündigen musste, wird die Fertigung in Kronach mit rund 500 Mitarbeitern weitergeführt. Im Mai 2019 wurde ein Insolvenzverfahren, anfangs in Eigenverwaltung, beantragt. Der Investor Aslan Khabliev übernahm Ende 2019 die Marke. Im Jahr 2020 startete wieder die Produktion, 2024 hatte das Unternehmen 150 Beschäftigte.
Größter Arbeitgeber ist die Dr. Schneider Unternehmensgruppe, deren Firmensitz sich seit 1959 im Kronacher Gemeindeteil Neuses befindet. Das international mit rund 4000 Mitarbeitern an mehreren Standorten vertretene Unternehmen beschäftigt in Kronach etwa 1300 Mitarbeiter und entwickelt und produziert Kunststoffteile für die Automobilindustrie.
Zweitgrößter Arbeitgeber war 2018 mit 650 Mitarbeitern die in Southfield in den Vereinigten Staaten beheimatete Lear Corporation, die in Kronach elektronische Bauteile für die Automobilindustrie fertigt. Lear übernahm 2000 die Gebäude von Rosenthal. Die Produktion schloss Ende März 2025. Noch 100 (Stand: 2025) Mitarbeiter sind in der Entwicklung beschäftigt.
An dritter Stelle stand mit 620 Mitarbeitern die Frankenwaldklinik, ein Krankenhaus der Versorgungsstufe 2 und Teil der Helios-Kliniken-Gruppe.

### Verkehr

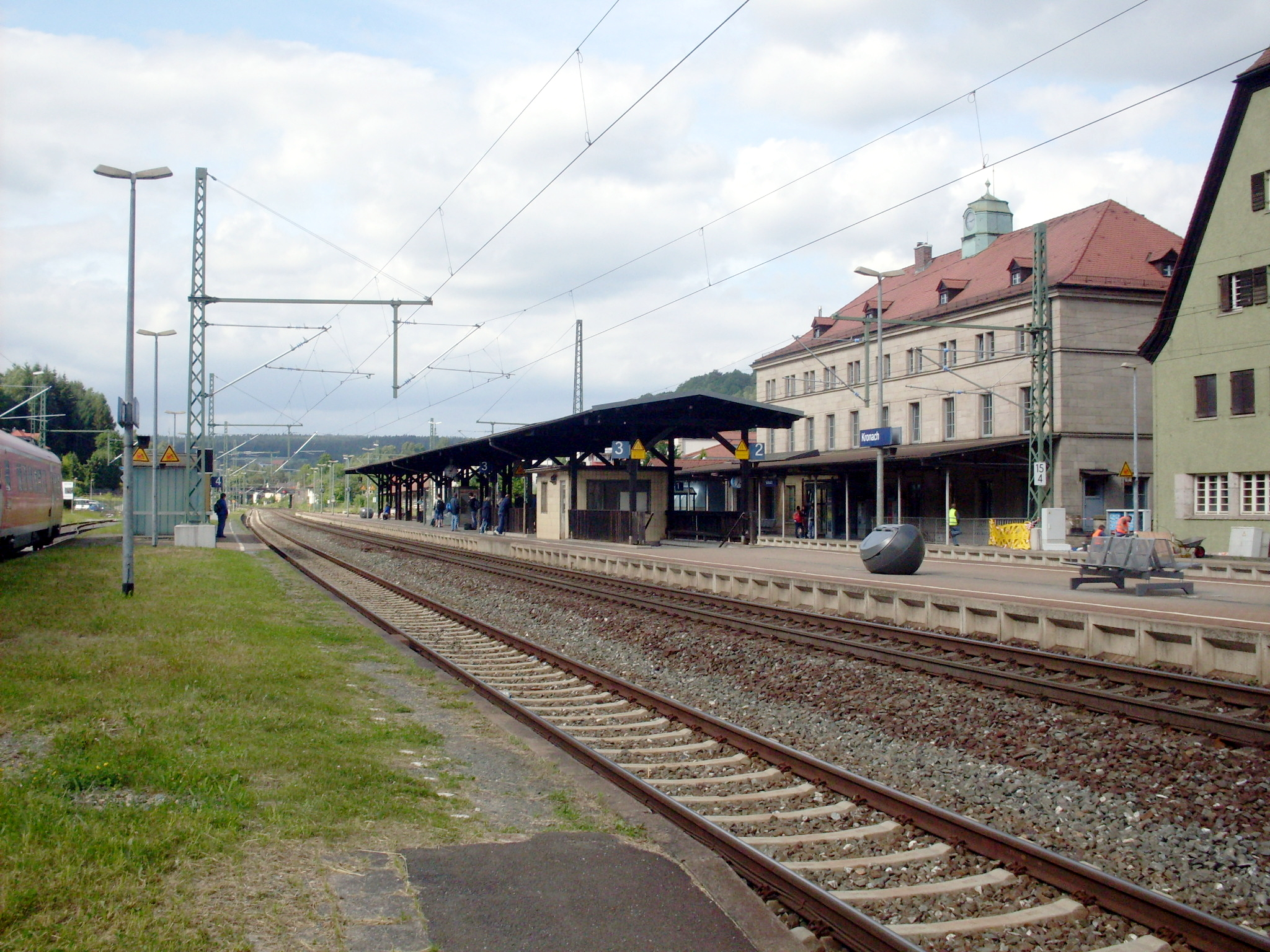
Bahnhof

#### Auto
Kronach liegt an einem Kreuz der folgenden Bundesstraßen:
- : Berga – Weimar – Saalfeld – Kronach – Kulmbach – Bayreuth – Amberg – Schwandorf – Cham – Passau
- : Lichtenfels – Kronach – Hof – Plauen – Reichenbach – Zwickau – Chemnitz – Freiberg – Dresden
- : Schweinfurt – Coburg – Kronach – Stadtsteinach – Bad Berneck – Wunsiedel – Schirnding

#### Bahn
Der Bahnhof Kronach liegt an der Frankenwaldbahn, des Weiteren existieren Haltepunkte in den Gemeindeteilen Neuses und Gundelsdorf. Von hier gibt es von 5 bis 22 Uhr stündlich Verbindungen nach Süden (Lichtenfels, Bamberg) und Norden in Richtung Thüringen (Saalfeld). Die in Kronach beginnende Rodachtalbahn nach Nordhalben wurde 2005 zwischen Kronach und Steinwiesen abgebaut und durch einen Radweg ersetzt. Im Folgeabschnitt verkehrt saisonal eine Museumsbahn.

#### Flugzeug
Kronach verfügt über das Segelfluggelände Kronach. Es befindet sich auf dem Kreuzberg, etwa 150 Meter über der Stadt. Der nächstgelegene internationale Verkehrsflughafen ist der Flughafen Nürnberg.

#### Tourismus
Durch Kronach führen die in west-östlicher Richtung von Mannheim nach Prag verlaufende Burgenstraße und die Bier- und Burgenstraße, die Bad Frankenhausen und Passau verbindet.

### Bildung
Kronach besitzt eine Grundschule, eine Hauptschule, zwei Realschulen und zwei Gymnasien und ist Standort mehrerer Berufs- und Berufsfachschulen, darunter eine von elf Berufsfachschulen für Musik in Bayern.
- Gymnasien
  - Kaspar-Zeuß-Gymnasium
  - Frankenwald-Gymnasium
- Realschulen
  - Siegmund-Loewe-Realschule
  - Maximilian-von-Welsch-Realschule
- Hauptschulen
  - Gottfried-Neukam-Mittelschule
- Grundschulen
  - Lucas-Cranach-Grundschule
- Förderschulen
  - Pestalozzi-Schule
  - Petra-Döring-Schule
- Berufliche Schulen
  - Lorenz-Kaim-Schule, Berufliches Schulzentrum Kronach
  - Private Fachoberschule Sabel Kronach
- Hochschulen am Lucas-Cranach-Campus
  - Außenstelle der Hochschule für Angewandte Wissenschaften Hof
  - Außenstelle der Hochschule für angewandte Wissenschaften Coburg
- Sonstige Schulen
  - Berufsfachschule für Musik Oberfranken
  - Berufsfachschule für Krankenpflege
  - Sing- und Musikschule im Landkreis Kronach

## Persönlichkeiten

### In Kronach geboren

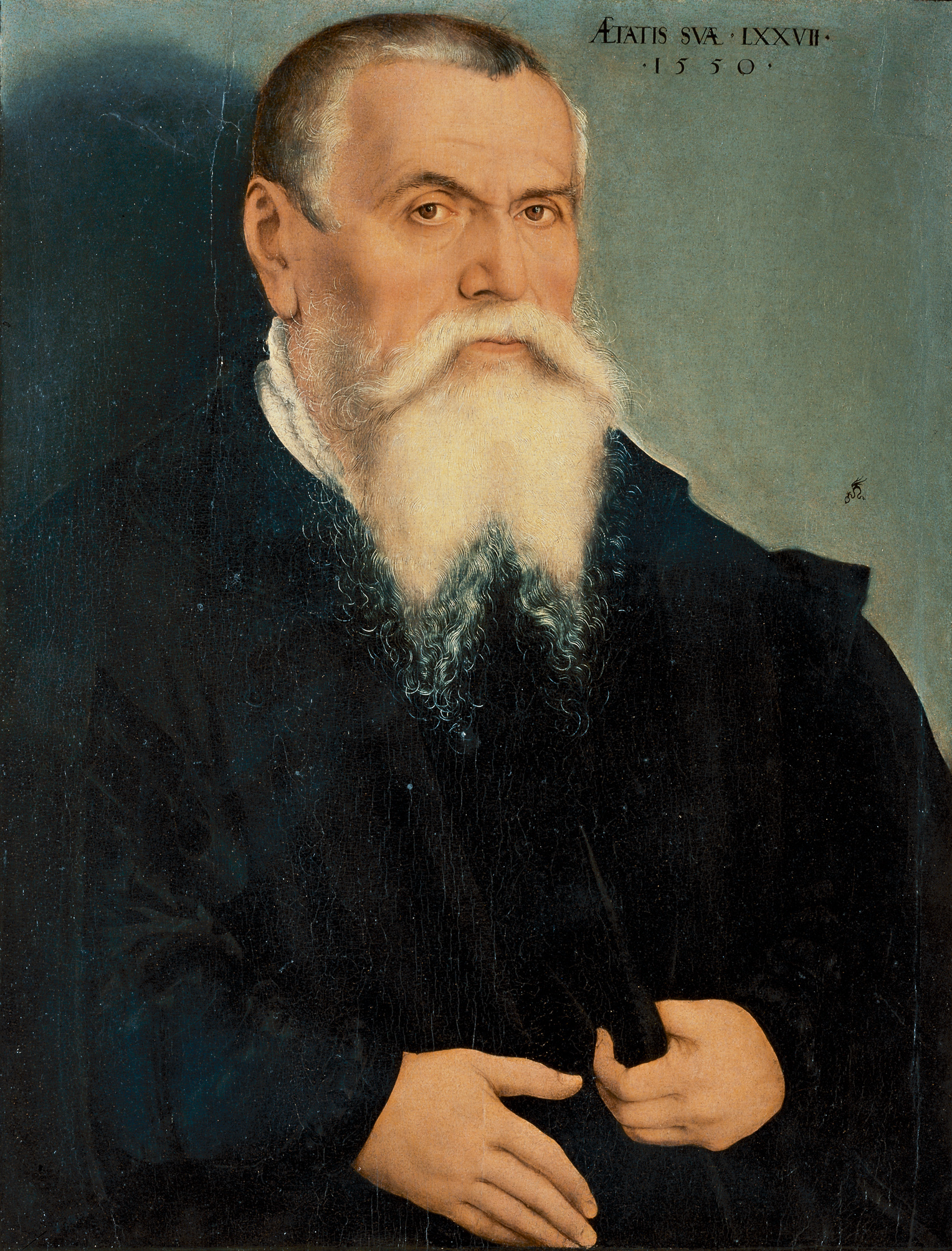
Lucas Cranach der Ältere

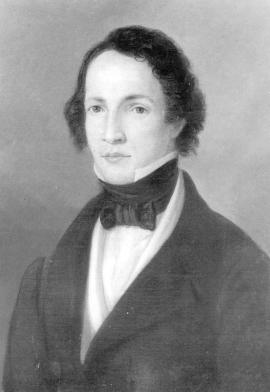
Johann Kaspar Zeuß

Die berühmteste Persönlichkeit, die in Kronach geboren wurde, ist der Maler und Grafiker Lucas Cranach der Ältere (1472–1553).
Außerdem sind in Kronach geboren:
- Johannes Grau (1483–1559), evangelischer Theologe
- Johann Weiß (1498–1561), evangelischer Theologe
- Abraham Ulrich (1526–1577), evangelischer Theologe
- Matthias Gunderam (1529–1564), evangelischer Theologe
- Bruno Fleischmann (1580–1639), Kartäuserprior
- Martha Elisabeth Zitter (1655–?), Autorin
- Johann Maximilian von Welsch (1671–1745), Architekt und Festungsbaumeister
- Candidus Hemmerlein (1743–1814), letzter Abt von Kloster Langheim
- Josef Berner (1755–1837), Mediziner, Landgerichts- und Garnisonsarzt
- Josef Felix Silbermann (1771–1827), Unternehmer und Abgeordneter
- Melchior von Stenglein (1790–1857), Regierungspräsident von Oberfranken
- Johann Kaspar Zeuß (1806–1856), Philologe, geboren in Vogtendorf
- Lorenz Kaim (1813–1885), Maler
- Konrad Fischer (1854–nach 1893), Buchdrucker und Reichstagsabgeordneter
- Ferdinand Moser (1859–1930), Grafiker und Designer
- Albrecht Heldrich (1862–1928), Reichsgerichtsrat
- Franz Pollmann (1879–nach 1931), Ingenieur und Manager der Energiewirtschaft
- Alfred Straßer (1887–1959), Kommunalpolitiker (NSDAP, Bayernpartei)
- Georg Zipfel (1896–nach 1938), Politiker (Völkischer Block, NSDAP)
- Hans Pabstmann (1896–1950), Politiker (BVP, CSU)
- Josef Kestel (1904–1948), SS-Hauptscharführer
- Josef Stangl (1907–1979), Würzburger Bischof
- Erwin Stetter (1915–1989), Arzt und Schriftsteller
- Max Baumann (1917–1999), Komponist
- Baptist Hempfling (1918–2017), Kommunal- und Landespolitiker (CSU)
- Karl Nikolaus Haas (1920–1991), Heraldiker
- Matthias Kaiser (1921–1944), Leutnant, Märtyrer
- Hedwig Schardt (1924–2004), Lehrerin und Politikerin (SPD)
- Hans Brög (* 1935), Künstler und Hochschullehrer
- Guntram Wolf (1935–2013), Musikinstrumentenbauer
- Heinz Hausmann (* 1941), Politiker (CSU)
- Ingo Cesaro (* 1941), Schriftsteller und Publizist
- Reinhold Bärenz (1942–2023), römisch-katholischer Priester, Pastoraltheologe und Hochschullehrer
- Heiner Eichner (1942–2024), Linguist und Indogermanist
- Hans Hablitzel (1945–2022), Jurist
- Reinhard Haupenthal (1945–2016), Esperantologe
- Günter F. Müller (1946–2023), Wirtschaftspsychologe
- Gloria Friedmann (* 1950), deutsche/französische Installationskünstlerin und Bildhauerin
- Stefan C. Müller (* 1952), Urologe und Hochschullehrer
- Ursula Langendorf (* 1953), Politikerin
- Angelika Turban (* 1953), Künstlerin
- Kerstin Specht (* 1956), Theaterautorin
- Michael Huth (* 1959), Künstler
- Regine Hackethal (* 1961), Schauspielerin
- Maximilian Heim (* 1961), Abt von Stift Heiligenkreuz
- Harald Meußgeier (* 1962), Politiker
- Jochen Haberstroh (* 1963), Mittelalterarchäologe und Hauptkonservator des Bayerischen Landesamtes für Denkmalpflege
- Gert Pickel (* 1963), Soziologe und Politikwissenschaftler
- Fritz Söllner (* 1963), Ökonom und Hochschullehrer
- Sabine Raithel (* 1963), Journalistin und Buchautorin
- Sebastian Borger (* 1964), Journalist und Autor
- Rüdiger Detsch (* 1964), Ministerialbeamter
- Hans-Jürgen Feulner (* 1965), katholischer Theologe
- Cornelius Völker (* 1965), Maler
- Daniel Leistner (* 1965), Schauspieler
- Martina Eckardt (* 1967), Ökonomin und Professorin für Volkswirtschaftslehre
- Michael Will (* 1968), Jurist, Präsident des Bayerischen Landesamtes für Datenschutzaufsicht
- Alexander Krüger (* 1969), ehemaliger Basketballspieler
- Christian Meißner (* 1969), Politiker (CSU)
- Axel Kober (* 1970), Dirigent
- Heike Götz (* 1970), Moderatorin
- Uli Scherbel (* 1970), Musicaldarsteller
- Daphne de Luxe (* 1971), Stand-up-Comedienne
- Marco Plitzner (* 1972), Klarinettist, Orchesterleiter und Komponist
- Jürgen Baumgärtner (* 1973), Politiker (CSU)
- Carsten Recksik (* 1973), Kunstvermittler
- Holger Mück (* 1975), Trompeter, Orchesterleiter, Autor und Komponist
- Beate Weidenhammer (* 1975), Film- und Theaterschauspielerin
- Georg Rubel (* 1978), katholischer Theologe
- Tobias Bätz (* 1983), Koch
- Christian Dietz (* 1984), Fußballschiedsrichter
- Jonathan Müller (* 1984), Schauspieler
- Martin Rehm (* 1985), Fotograf
- Kristian Böhnlein (* 1990), Fußballspieler
- Jessica Wich (* 1990), Fußballspielerin
- Nico Karger (* 1993), Fußballspieler
- Carl Wittig (* 1995), Jazzmusiker
- Merlin Hummel (* 2002), Hammerwerfer
- Paul Jakob (* 2002), American-Football-Spieler
- Jan Liebermann (* 2005), Organist

### Personen, die mit der Stadt verbunden sind
- Weigand von Redwitz (1476–1556), Bamberger Fürstbischof. Er besuchte in Kronach die Schule, war dort einige Jahre Oberpfarrer und trieb als Fürstbischof den Ausbau der Burg Rosenberg zum Renaissanceschloss entscheidend voran. Seine enge Beziehung zur Stadt hat er ausdrücklich betont, in den fürstlichen Gemächern auf dem Rosenberg ist er verstorben.
- Balthasar Neumann (1687–1753) baute im Auftrag des Bamberger Fürstbischofs Lothar Franz von Schönborn (1655–1729) den Kommandantenbau der Festung Rosenberg um.
- Sebastian Mantel (1792–1860), Forstmann, reformierte die Forsten um Kronach
- Carl Mertel (1809–1873) Abgeordneter der Frankfurter Nationalversammlung und von 1854 bis 1873 rechtskundiger Bürgermeister in Kronach
- Andreas Bauer (1897–1964), Heimatschriftsteller und Mundartdichter, lebte bis zu seinem Tode 34 Jahre lang in der Kronacher Strau.
- Thorolf Hager (* 1942), deutscher Chirurg und von 1983 bis Dezember 2007 Chefarzt der Abteilung für Allgemein- und Viszeralchirurgie der Frankenwaldklinik in Kronach.
- Werner Schnappauf (* 1953). Der CSU-Politiker besuchte das Kronacher Kaspar-Zeuß-Gymnasium, war von 1989 bis 1998 Landrat des Landkreises Kronach und von 1998 bis 2007 Bayerischer Staatsminister für Umwelt, Gesundheit und Verbraucherschutz.

## Sonstiges

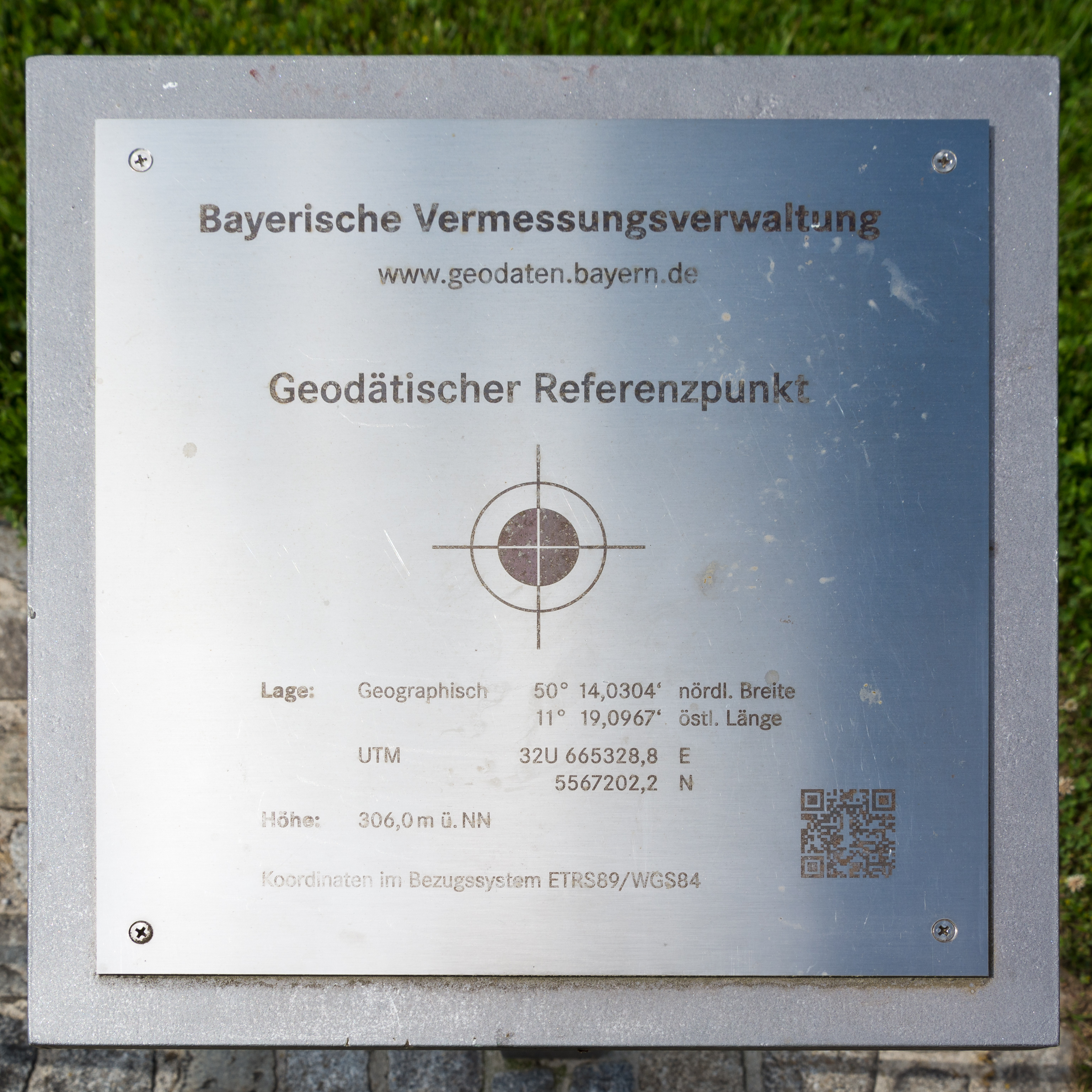
Geodätischer Referenzpunkt auf dem Landesgartenschaugelände

- Eine Embraer ERJ-190 der Lufthansa CityLine mit der Registrierung D-AECE trägt den Namen Kronach.
- Der Nicht-Spieler-Charakter Stanislaus Braun aus dem Rollenspiel Fallout 3 stammt laut seinen persönlichen, im Spiel einsehbaren Aufzeichnungen aus Kronach.
- Die zum Stadtjubiläum im Jahr 2003 ausgegebene Briefmarke „1000 Jahre Kronach“ ist im Film Mission: Impossible III auf einer Postkarte zu sehen, die Hauptfigur Ethan Hunt (Tom Cruise) von einer später getöteten Kollegin zugeschickt wird.[63]
- Auf dem Landesgartenschaugelände befindet sich seit dem Jahr 2015 ein geodätischer Referenzpunkt ⊙.[64]
- Auf der Festung Rosenberg und in der Oberen Stadt von Kronach fanden Mitte Oktober 2018 Dreharbeiten für den Film Resistance – Widerstand über den französischen Pantomimen Marcel Marceau statt.